# 惡魔果實
惡魔果實（日语：／ Akuma no Mi */?）是日本漫畫《ONE PIECE》及改編作品中一種虛構果實，食用後會對應果實本身的類型和變化獲得不可思議的特殊能力。

## 概述
惡魔果實為《ONE PIECE》世界中的奇異水果，別稱「海上惡魔的化身」，可以讓食用者得到特殊能力，擁有惡魔果實的人普遍被叫作惡魔果實能力者（簡稱能力者）。一種果實有一種能力，一個人也只能吃一種果實。能力者發揮能力時，包括肉體都會跟著一起變化。
作為水果而言，其入口的味道可說令人相當難以忍受，根據CP9的賈布拉對即將吃下惡魔果實的卡古所言惡魔果實入口的味道跟大便一樣。只有吃下第一口果實的人才會得到該果實的能力，之後分食的人並不會有任何變化，也就是說並不會有同一個果實產生出複數能力者的情況。
對於果實能力的應用因人而異，有的能力者甚至能透過果實能力統治一個國家。能力者並不侷限於人類，可以是魚人、巨人族、小人族、動物等的生物、也有透過科技使物品獲取果實而得到能力的例子。
所有惡魔果實都是獨一無二，在「同時期」沒有能力相同的果實，只有能力相似的果實，例如「炸彈果實」和「爆爆果實」。除非能力者死亡，其曾經吃下的惡魔果實才會再度出現。目前猜測疑似能力者死亡後，會將附近的水果變成該能力者生前所食用的惡魔果實，例如蠑螈果實「六角恐龍形態」在能力者史麥利身亡後，藉由擺在一旁的蘋果獲得重生。
惡魔果實在《ONE PIECE》世界中雖然有非常多的種類，但由於果實本身的數量非常稀少，所以黑市的價值大約可賣到數億貝里。例如「四分五裂果實」可以賣到1億貝里、「手術果實」甚至曾被海軍喊價到50億貝里。
而過去曾經出現的惡魔果實都被記錄在名為《惡魔果實圖鑑》的圖鑑之中，裡面有許多駭人聽聞的果實圖案以及能力說明。但其中所記載的果實數量和實際上的惡魔果實總數比起來的話，仍是有極大的差距。若是過去未曾出現過的惡魔果實被食用的話，能力者通過得到能力來判斷果實的名稱。
目前未知惡魔果實的生長地點在哪，也不知惡魔果實是如何收穫的。原作也尚未出現過生長出惡魔果實的「樹木」或是類似的植物，連樹木或是植物是否存在都未知。
根據貝卡帕庫所言，惡魔果實的誕生是源於人類期望進化的可能性，因為這些期望由於涉及多個方面逐漸誕生出人類在未來的能力，卻由於這是屬於非自然的進化而被身為自然之母的大海所憎恨，能力者必須一直背負大海的懲罰生存於世上。

### 共通點
- 無法游泳

無論能力者原本是否會游泳，能力者在食用惡魔果實後將被大海唾棄，終其一生都是旱鴨子。若魚人食用了惡魔果實，在水中仍舊可以呼吸，但無法自行在海中移動，需要藉由第三者的幫助來拉出水面。只要浸泡到一定分量的海水、或是雖然只觸摸到一點點海水，但浸泡時間卻過長，能力者便會全身乏力。同時浸泡過海水的物品或是海鹽重金屬之類的物品同樣也會讓能力者失去力量。
能力者若是全身都浸泡在海中就不能使用任何的能力，只能無能為力的讓身體下沉。但若只有一部分的身體泡在水中，全身乏力的症狀便會減輕，亦能夠使用能力。而一些會讓體質永恆變化的惡魔果實，例如「橡膠果實」(人人果實 尼卡型態)，雖然能力者因為全身浸泡在水中而不能使用能力，但若是經由外部的干擾或是第三者的幫助，還是能夠使用能力。
雖然碰觸海水對能力者有影響，但下雨、淋浴、日常生活使用水對於能力者不會有任何影響。另外，除海水之外，河川或是溫泉淹過半個身體也有類似的效果，可以說「只要有大量水累積的場所就會對能力者造成影響」。因此能力者要下水時必須帶著游泳圈或是其他能夠浮起的裝置，泡澡或是泡溫泉時也要注意不要泡太久以免溺水。此外，海水蒸發後的濃霧對能力者還是會有影響。
而海樓石作為一種相當稀有的特殊物質，因為高硬度的關係也很難加工，其組成和海水的構成類似，也可說是「大海的固定型態」。因此惡魔果實能力者除了懼怕海水也會懼怕擁有相同性質的海樓石。
- 不能食用兩顆及以上的果實

一個正常人最多只能食用一顆果實，擁有一種能力；若是因為貪圖能力而食用了一顆以上的果實，身體會因為承受不了詛咒而炸裂。唯一的例外是「黑鬍子」馬歇爾·D·汀奇擁有「黑暗果實」的能力之後，又從「白鬍子」的遺體上奪走「震震果實」的能力，还有消息传黑胡子只有可能获得第三颗恶魔果实所以黑胡子极有可能成為唯一擁有三種能力的惡魔果實能力者。
- 霸氣的影響

能力者可運用「霸氣」增幅使用能力的影響，相對地，無論是否為能力者，都能使用「霸氣」減少對手運用惡魔果實能力的影響，例如使用「武裝色霸氣」可觸及乃至於傷害自然系能力者；羅中了疾病果實的能力後，透過增加自身的霸氣解除疾病狀態。

### 研究和分析
目前海軍科學家貝卡帕庫博士透過高科技讓惡魔果實能夠做各種不同的延伸作用，包括廣泛用於海軍的武器上。如下表：
- 解開惡魔果實能力產生的條件。
- 讓無生命的物體（例如槍、刀、大砲）食用惡魔果實。
- 把「黃猿」波爾薩利諾的鐳射搭載於和平主義者身上，使人體兵器重現閃光果實的部分能力。
- 發現「血統因子」，凱薩·克勞恩應用於製造「SAD」；杰爾馬66的賈吉士則應用於兒女的人體改造及製造複製人；百獸海賊團的QUEEN也掌握了和賈吉士相仿的技術。
- 複製各系惡魔果實能力的條件和難易度並不相同，動物系是以動物為基礎較容易複製出相仿的果實，其中的幻獸種還需要投入鉅額的資金和時間；超人系是以現任能力者的血統因子融合了綠血而複製其能力；自然系則幾乎難以複製。

此外，多尼多尼·喬巴意外研發出能夠打亂惡魔果實能力波長的兇藥「藍波球」，並以此發現「人人果實」變形的新型態。

### 上下關係
同種類能力的惡魔果實能力者間存在着上下關係的「高階種」以及「低階種」。目前原作判明中有以下四例。
- 噸壓果實＞輕飄飄果實
- 冷冷果實＞下雪果實
- 岩漿果實＞火焰果實
- 武器果實＞快斬果實

在其他能力中也有一些相似到讓人懷疑是否為同種類能力，但規則會有不同的方向而有所區別。此外，作者強調能力的強弱不等於角色的強弱。

### 覺醒
在惡魔果實的能力中，隱藏著一重更高的境界，名為「覺醒」的力量，只有少數的惡魔果實能力者能夠開啟覺醒的境界。
- 超人系的能力若覺醒就能對「能力者自身以外」的事物產生影響。
- 動物系的能力若覺醒會擁有「強壯的身軀」，能使出異常強大的力量，以及即便被打倒數次都仍能再站起來的堅韌生命力和回復力。
- 目前原作尚未說明覺醒後的自然系能力如何更進一步強化或變化。

曾在本作中展示覺醒後能力的以下人物：
- 推進城的五隻獄卒獸（動物系）
- 唐吉訶德·多佛朗明哥（超人系）
- 夏洛特·卡塔克利（特殊超人系）
- 基爾德·泰佐羅（超人系）[11]
- 道格拉斯·巴雷特（超人系）[12]
- 托拉法爾加·羅（超人系）
- 尤斯塔斯·基德（超人系）
- 蒙其·D·魯夫（超人系／動物系幻獸種）
- 羅布·路基（動物系）
- 卡古（動物系）
- 五老星（動物系幻獸種）

### 外型特徵
其外型有如常見的水果和果實，但仍有不同之處，其中最顯著的特徵是從外層的果皮到內層的果肉上都會佈滿「和蔓草」的螺旋花紋。原作中惡魔果實登場時大多是「被食用的狀態」。
| 名稱                        | 外型                                   | 果肉   |
| --------------------------- | -------------------------------------- | ------ |
| 人人果實 尼卡型態／橡膠果實 | 紫色哈密瓜                             | 黃綠色 |
| 四分五裂果實                | 咖啡紫鳳梨                             |        |
| 泡泡果實                    | 淡紫色香瓜                             | 青綠色 |
| 牛牛果實 長頸鹿形態         | 淡紅色香蕉                             | 深黃色 |
| 黑暗果實                    | 淡紫色鳳梨                             |        |
| 蠑螈果實 六角恐龍形態       | 藍色蘋果                               |        |
| 燒燒果實                    | 火焰形狀的橘色哈密瓜                   | 淡黃色 |
| 手術果實                    | 心形的紅色草莓                         | 淡綠色 |
| 線線果實                    | 灰色西洋梨                             |        |
| 蛇蛇果實 八岐大蛇形態       | 有多個蛇形莖葉的桃紅色鳳梨             |        |
| 筆筆果實                    | 上半部黑色、下半部白色的栗子           |        |
| 蝙蝠果實 吸血鬼形態         | 紫紅色番茄                             | 淡紫色 |
| 鳥鳥果實 鵺形態             | 堆疊輪廓的蘋果                         |        |
| 黃金果實                    | 金色葫蘆                               |        |
| 人人果實                    | 紅頂黃柄蘑菇                           |        |
| 花花果實                    | 粉紅色櫻花                             |        |
| 幻影果實                    | 果實包覆了發光球體的青綠色尖形香蕉     |        |
| 合體果實                    | 有多處突起物的藍色哈密瓜               |        |
| 黃泉果實                    | 果實底下長了四個立足點的橘黃色石榴     |        |
| 影子果實                    | 由多片葉子包覆的黑色哈密瓜             |        |
| 融化果實                    | 蠟燭形狀的白色西洋梨                   |        |
| 吞吞果實                    | 鋸齒果皮包覆的靛紫色哈密瓜             | 黃色   |
| 滑嫩果實                    | 粉紅色水蜜桃                           |        |
| 冒煙果實                    | 如同鳴門卷組成的銀白色哈密瓜           |        |
| 炸彈果實                    | 炸彈形狀的黑色蘋果                     |        |
| 輕飄飄果實                  | 圓柱形狀的粉紅色西瓜                   |        |
| 沙沙果實                    | 土黃色仙人掌                           |        |
| 牛牛果實 野牛形態           | 有一對犄角、如同牛臉外形的黑色草莓     |        |
| 魚魚果實 青龍形態           | 有一對犄角的水藍色椰子                 |        |
| 犬犬果實 大口真神形態       | 橘色柿子                               |        |
| 磁力果實                    | 有雷電形狀的尖刺和藤蔓缠绕的鐵灰色葡萄 |        |
| 黏滯果實                    | 上寬下窄的白色葫蘆                     |        |
| 歌歌果實                    | 有音符葉柄、四色套環的粉紅色哈密瓜     |        |
| 迷戀果實                    | 有心型葉柄、紅色和紫色的一對櫻桃       |        |
| 貓貓果實 豹形態             | 有豹紋、如同豹臉外形的黃色果實         |        |
| 轟雷果實                    | 有雷電形狀的尖刺和葉柄的金黃色哈密瓜   |        |
| 鬼魂果實                    | 鬼魂形狀的白色香蕉                     |        |
| 肉球果實                    | 熊掌形狀的粉色哈密瓜                   |        |
| 模仿果實                    | 一對的橘紅色西洋梨                     |        |
| 快斬果實                    | 刀刃形狀的銀灰色香蕉                   |        |
| 縫縫果實                    | 有針狀葉柄和縫線的六色哈密瓜           |        |
| 遊樂果實                    | 黃紅相間、溜溜球形狀的哈密瓜           |        |

## 種類
大部分的惡魔果實分屬三個類別：超人系（パラミシア）、動物系（ゾオン）和自然系（ロギア）。
- 名稱排列順序為東立出版社翻譯、日語原文、英文翻譯、浙江人民美術出版社及其它各別翻譯。能力者分前任→現任。原作出處分為能力者首次使用或介紹、能力者介紹果實名字、前任能力者介紹且使用能力或繼任能力者介紹並使用能力。

### 超人系
- 超人系（Paramecia）的惡魔果實會讓食用者的身體擁有特殊能力。其能力類型五花八門，可以說除了自然系及動物系以外的果實都可以歸類到此系[15]。目前的三種系裡面就屬超人系種類最多。
- 大多以「身體產生改變」和「對外界產生影響」[註 5]兩種能力為主，與自然系不同的是其身體本質仍為人類肉體，因此改變的幅度比較有限[註 6]。
- 大多介紹超人系的果實名稱會將能力者稱為某某人，大多以實際能力運用來命名，用以解釋體質上的改變。例如魯夫為橡膠果實的橡膠人。
- 某些超人系惡魔果實在食用後會讓食用者的外表出現永久性的變化，如滑嫩果實與童趣果實。
- 若要解除能力者能力所造成的影響，通常得將能力者擊倒（至少要使其昏倒），如修加被烏索普嚇昏，使童趣果實造成的影響解除。
- 惡魔果實隱藏著「覺醒」的力量，「超人系」的能力一旦罕見的覺醒，就能對「能力者自身以外」的事物產生影響（同化），能夠讓周圍的事物化成自己能力的一部分，使自己的能力更加強大，使用範圍和效果也更強。
- 此系部分果實的食用者必須具有一定程度的專業知識，才能夠完全發揮出實力，如手術果實。

| 中文名稱     | 日語原文 | 能力者                       | 能力                                                                               | 備註 （能力詳細說明） | 原作出處         |
| ------------ | -------- | ---------------------------- | ---------------------------------------------------------------------------------- | --- | ---------------- |
| 四分五裂果實 |          | 巴其                         | 成為將自己身體分裂重組的「四分五裂人」。                                           | - 自己的身體任何部分能分裂成數小塊，斬擊攻擊無效。此外全身除了腳必須著地外皆可自由飛行。 - 若分裂後身體其中一塊或是數塊被奪走，重新組合時就會發生組裝錯亂的情況。 - 弱點是鈍器攻擊。 | 9、11            |
| 滑嫩果實     |          | 亞爾麗塔                     | 成為能讓自己全身上下的皮膚表面光滑無比的「滑嫩人」。                               | - 吃下去之後，全身的肌膚就會變得滑嫩，完全沒有摩擦力的極致美麗皮膚，足以讓刀子滑落。 - 能力者能變漂亮。 | 51、98           |
| 炸彈果實     |          | 傑姆                         | 成為能讓身體任何部份都可以引爆的「炸彈人」。                                       | - 可將鼻屎和吐息等分泌物變成炸彈，也可讓揮出去的拳頭產生爆炸。 - 爆炸對能力者本身無效。 | 110、111         |
| 輕飄飄果實   |          | 米琪塔                       | 成為任意改變自己體重的「體重人」。                                                 | - 改變體重的範圍從1公斤到10,000公斤皆行，能夠像是羽毛一般地飄移，也能以驚人的重量壓制敵人。 | 112              |
| 花花果實     |          | 妮可·羅賓                    | 成為身體任何一個部位，都能在任何地方像花一般展開的「開花人」。                     | - 在任何地方(包含空氣中)綻放出自己想要的身體部位，能夠自在地操控出現的數量、密度與大小。 - 鍛鍊後能在海中短暫施展能力，除了能夠開花出自己的分身，也能開花出自己巨大化的版本，甚至開花長出翅膀、獠牙、犄角等將其形塑成巨型惡魔的形象。 - 弱點是開花部位受到傷害時會使本體受傷；但創造出的分身受到攻擊會化成花瓣消失，本體則不會因此受傷。 - 有粉絲戲稱該果實名稱為 動物系·幻獸種「人人果實 千手觀音型態」 | 114、170         |
| 融化果實     |          | 加爾迪諾                     | 成為將自己身體融化，產生大量蠟燭黏液的「蠟燭人」。                                 | - 硬質的蠟還會變得像鋼鐵一樣硬。 - 弱點是火之類的高溫。 | 118、120         |
| 吞吞果實     |          | 瓦波爾                       | 成為能吃下任何東西的「吞食人」。                                                   | - 能夠吃的東西包括任何物質以及生物並將之化為身體的一部分。 - 可以將吃下肚的人或物品合體再造成新的東西。 | 147              |
| 模仿果實     |          | 黑炭暮蟬 →班薩姆             | 成為能記憶住觸摸過人的外貌，再任意變換的「模仿人」。                               | - 能模仿他人的外貌和聲音（不包含衣服），只要能力者用右手觸摸過他人，之後他用右手摸臉就能模仿，用左手摸臉就能恢復原狀。 - 可以紀錄多人的長相。 - 弱點是模仿成別人時無法使出自身戰鬥招式。 | 156、965         |
| 快斬果實     |          | 達兹·波涅士                  | 成為把身體任何一部分變成鋼鐵刀刃的「全身刀刃人」。                                 | - 將肉體變化成異常鋒利的刀刃，能隨意斬碎鋼鐵或堅硬的岩盤。同時身體就跟鋼鐵一樣堅硬。 - 變成刀刃的部分甚至能快速旋轉進行切割。 | 160、190         |
| 荊棘果實     |          | 薩拉                         | 成為讓身體任何一部分長出無數針刺的「荊棘人」。                                     | - 能自在地操控針刺的數量與長度。 - 能讓手指長出針刺後插入自己的穴道後，就能像針灸效用一樣透過刺激穴道強化自身的肉體。 | 190              |
| 檻檻果實     |          | 希娜                         | 成為從身體任何地方創造出鐵條進行禁錮的「禁錮人」。                                 | - 這是最適合捕捉敵人的能力。碰到擁有這種能力的人身體時，就會被堅固的鐵牢捕捉住。 | 217              |
| 彈簧果實     |          | 貝拉密                       | 成為將身體任何一部分變成彈簧的「彈簧人」。                                         | - 只要能夠活用彈簧的反作用力，就能讓跳躍力與速度大大提升。 - 將手臂或腿變成彈簧，可使拳頭或腳大力彈出。 - 可以借用彈力在空中轉向。 | 231              |
| 線線果實     |          | 唐吉訶德·多佛朗明哥          | 成為運用連肉眼都看不見的絲線，透著手指細微操作的「長線人」。                       | - 線可以操控人體動作，但不能操控意志。 - 線的銳利程度與韌度高，可輕易切割物體。 - 能力者若將果實搭配武裝色霸氣使用，能輕鬆綁住雲彩，藉此達到在半空中移動的效果。 - 可利用線來製作活體分身，還可修補受損臟器。 - 由線做成的籠子，能遮蔽電磁波或通訊訊號，使被線所包圍的人無法利用電話蟲向外界求救。 | 234、724         |
| 遲緩果實     |          | 弗克西                       | 成為發射遲緩光子的「遲緩人」。                                                     | - 被照射到遲緩光子的人或物的動作會遲緩，持續時間三十秒。 - 對已變遲緩的人或物品持續施加攻擊後在遲緩時間結束時所有的攻擊力會一次全部產生。 - 玻璃和鏡子等光滑物體可反射遲緩光子。 | 308、309         |
| 門門果實     |          | 布魯諾                       | 成為在任何地方開門自由出入的「門人」。                                             | - 除了能夠在牆壁上製造出門之外，還能在空間中或身體上製造出門。 - 門的另一端就是異空間，因此也可以用來進行移動或改變物質的組成。 | 326、343         |
| 泡泡果實     |          | 卡莉法                       | 成為從身體任何地方產生泡沫或肥皂的「肥皂人」。                                     | - 能夠自由操縱泡沫以及改變其形狀，可洗去污垢、減少目標物的摩擦力以及體力。 - 能夠將身體由泡沫包裹成巨型肥皂塊，以抵擋攻擊。 - 弱點是水或風，水可以洗去泡沫能力，風也可以吹散泡沫。 | 401              |
| 散落果實     |          | 貝里古德                     | 成為讓自己分裂成許多顆球體的「散落人」。                                           | - 能夠讓身體的各個部位像果實一樣地分開、浮在空中或是彈出去攻擊敵人。 - 分裂的球狀身體可靠著自己的意志攻擊敵人，亦能讓散落的身體重新組裝成任何一種體型。球狀的身體本身也能來當作保齡球。 | 426              |
| 腐蝕果實     |          | 修恩                         | 成為將身體碰到金屬腐蝕成粉末的「腐蝕人」。                                         | - 作者尾田榮一郎在單行本47集的SBS所言，這項能力原本設定成只能鏽蝕金屬，人或是生物無法腐蝕。而動畫版則設定為連人的身體也能腐蝕。 | 426              |
| 車輪果實     |          | 夏林格爾                     | 成為將身體各部位都能變成車輪般旋轉攻擊的「車輪人」。                               | - 將身體變成車輪後能夠透過高速滾動，來進行旋轉運動攻擊對手，同時能夠給予對手巨大的傷害。不過這種能力在動畫中並沒有出現。 | 428              |
| 黃泉果實     |          | 布魯克                       | 成為死後可以復活一次的「復活人」。                                                 | - 復活後必須自己尋找屍體，即便軀體已成白骨仍能生效。 - 能力者可自由靈魂出竅。 - 可將靈魂纏繞於武器之上，包含著靈魂的斬擊能夠把黃泉的寒氣帶到這個世界，讓被攻擊到的人感受到從冥界帶來的陰冷寒氣將目標冰封。 | 442、443         |
| 鬼魂果實     |          | 培羅娜                       | 成為能隨意產生出靈體能力的「鬼魂人」。                                             | - 可創造出產生精神傷害的悲觀鬼魂和產生物理傷害的衝擊波鬼魂。 - 能力者可藉此能力令自身靈魂出竅，靈體可於出竅期間自由穿梭障礙物，缺點是這段期間能力者的軀體將會處於無意識且無法行動的狀態。能力者修煉後能以本體浮空。 | 442、461         |
| 透明果實     |          | 阿布薩羅姆 →矢龍             | 成為讓自己身體透明化的「透明人」。                                                 | - 接觸到能力者身體的物件也會變透明。 | 444、464、925    |
| 影子果實     |          | 月光·摩利亞                  | 成為能夠控制特定人影子的「影子人」。                                               | - 可以操控能力者自己本身的影子，如同本人一樣戰鬥。也能夠控制別人的影子，用剪刀剪斷他人的影子，被奪走影子的人曝露在陽光下就會被燒成灰燼。若是把奪來的影子放於屍體內就能夠令其變成殭屍，製造出來的殭屍怕火和鹽。 - 殭屍本身擁有跟原影子的主人相同的戰力和性格，但果實能力無法隨之轉換到殭屍身上。若是影子本來的主人死了，那麼殭屍也會失去影子，進而失去活動的能力。而剛剛置入影子的殭屍還會保留影子原主人的意識，但最終都會變為唯命是從的殭屍。若是將剪下的影子置入活人的體內，就能夠讓該影子的能力轉移到被置入影子的人身上，但是这需要极大的精神力控制，在精神力不足以支持的情况下会失去意识或暴走。 | 455              |
| 肉球果實     |          | 巴索羅繆·大熊                | 成為在雙掌中產生像熊掌一樣肉球的「肉球人」。                                       | - 肉球可彈開所有物質及一切攻擊。 - 能力者能用肉球將人體的疲勞、傷害等能量彈出，但必須要有人去承受這些能量，否則能量還是會重新回到宿主體內。 - 可透過肉球壓縮空氣形成威力強大的衝擊波。 - 本人可利用能力瞬間移動，被其彈開的人會產生高速移動，可傳送到指定地點。 | 473、484         |
| 歲歲果實     |          | 珠寶·波妮                    | 成為能改變年齡的「自由年齡人」。                                                   | - 能力者能改變自身或者他人年齡，但有時間限制。 - 能使物品老化，達到像成熟果實般的腐化效果。 | 499              |
| 磁力果實     |          | 尤斯塔斯·基德                | 成為操控磁氣控制鐵製品的「磁氣人」。                                               | - 能力者透過身體化為磁鐵來自由的操控周圍的金屬、鐵製品，可以用磁力將鐵製品吸附過來也可以用斥力將它反射出去。 | 504              |
| 手術果實     |          | 托拉法爾加·D·瓦特爾·羅       | 成為在自己製造出特定空間內自由移動及用刀分割組合任何物件等等操作的「自由改造人」。 | - Op為「Operation」，日文“オペ”就是取自"オペレーション"。 - 能力者在發動能力前會喊出“Room”一詞，製造出透明或深藍色的半圓罩形空間，並且只有在空間內才能使用能力。 - 能力者使用能力位置的不同，半圓罩形的空間可以依情況變成圓罩形的空間，亦能將空間闊大至內眼無法看到的程度。 - 過度頻繁使用能力會導致能力者消耗大量體力，甚至是壽命。 - 於空間內被切割的生命體不會受傷，甚至切斷脖子、切碎腦袋或取出心臟也不會死亡。 - 能力者必須具有一定程度的醫學手術知識才能妥善運用能力，且需要刀才能做切割。 - 可施展人格替換手術和為他人施行後將使能力者本身死亡的不老手術，以及附帶電擊的攻擊。 | 504、661         |
| 堅城果實     |          | 卡波涅·培基                  | 成為城堡要塞的「城堡人」。                                                         | - 能力者可以將手下、馬匹、武器等生物和物品，縮小化後收納在身體裡隨身攜帶，最大人數沒有上限，人和物的重量在容納進能力者的瞬間也會變小，不會影響能力者的行動。放出體外經過一點點距離則恢復原狀。 - 能力者可變身成城堡狀態提升攻擊力和防禦力，將足部變成履帶提升移動速度。也可讓自身意識化身和待在體內的對象交流，改變城堡型態的身體裡的裝設牽制體內對象的行動。 - 能力者失去意識或死亡的時候，會解除能力，被收納進體內的人事物也會被彈出體外。 | 508、812         |
| 稻草果實     |          | 巴吉魯·霍金斯                | 成為可透過芻靈進行操作的「稻草人」。                                               | - 能力者能透過以芻靈（日本稱為-藁人形）為媒介將所受傷害轉移給他人。 - 能力者本身可以變身成巨大的芻靈，亦能透過持有武器變出巨大芻靈或變成稻草刀身。 - 可藉著塔羅牌影響敵我雙方的心理、行為、力量、局勢，但抽出來的卡牌是隨機決定，而且同張卡牌的正向與逆向也會擁有不同的效果。能力者可透過抽出的卡牌將力量提升至超越原本極限的程度或獲得支援，亦須承受抽出壞牌時的高風險代價。 | 509、913         |
| 音音果實     |          | 刮盤人·亞普                  | 成為身體能變成樂器發出音波的「樂器人」。                                           | - 身體任何部位都可以變成樂器，透過不同的演奏產生不同的音波來攻擊。 - 弱點是只要讓聲音無法被聽見，攻擊就無法生效。 | 509              |
| 迷戀果實     |          | 波雅·漢考克                  | 成為能發射粉紅色心型的光波或物質來石化目標的「石化人」。                           | - 能夠利用愛、慾望或崇拜的情緒，迷惑男女老少，讓對象變成石頭的能力。也能讓飛吻實體化化為物理攻擊射擊石化。甚至搭配腿技強制觸碰石化並予以踢碎。 - 被石化者會進入假死狀態，只有本人才能解除石化，能力者死亡，下一代能力者也無法將解開石像。如果對方害怕死亡的恐懼或痛苦程度大於對能力者的迷戀則能暫時免疫石化。使用在盲人、注意力不在能力者身上、能力者美色不感興趣的對象則沒有效果。 - 有粉絲戲稱該果實名稱為 動物系·幻獸種「人人果實 美杜莎型態」 | 516、521         |
| 毒毒果實     |          | 麥哲倫                       | 成為從全身上下製造出毒物的「毒人」。                                               | - 能以毒液攻擊敵人，也能把劇毒變成霧狀，讓毒氣擴及周遭空間，釋放出更強烈的劇毒甚至能侵蝕岩石造成建築崩塌。 - 獲得此能力的人服用劇毒強化能力時仍會拉肚子。 | 528              |
| 荷爾蒙果實   |          | 艾波利歐·伊娃柯夫            | 成為自由從手指射出荷爾蒙的「荷爾蒙自如操縱人」。                                   | - Horm為「Hormone」。 - 使用能力時，須將手變成針狀，將指尖刺入體內，藉此自由操作荷爾蒙活動。 - 效力非常廣泛，包含性別、體溫、色素、成長、心情都能自由操作改變。 - 能夠讓荷爾蒙活動被操作的人暫時提升精神，或是讓特定的組織活動活性化，藉此進行治療，但副作用會減少壽命。 | 537、538         |
| 剪剪果實     |          | 雷電                         | 成為能將雙手變成巨大的剪刀的「剪刀人」。                                           | - 能力者可以讓雙手手臂、包括手指都變成上頭有黑色鋸齒條紋的巨大剪刀。變成的剪刀也可以用來開鎖。 - 巨大的剪刀可以像平常剪紙一樣，把任何堅硬的物體剪開，但只能剪開無機物 ，讓剪下的東西當作紙一樣的操控，並且依照自己的意思做成想要的形狀。 | 540              |
| 震動果實     |          | 艾德華·紐蓋特 →馬歇爾·D·汀奇 | 成為能夠引起地震波的「地震人」。                                                   | - 可以將震動凝聚成球狀，釋放出的震動連大氣都會產生裂痕，可製造地震或海嘯，亦可用震動來震碎物品。 - 震震果實被譽為是最強的超人系惡魔果實。 | 552、577         |
| 閃亮果實     |          | 裘斯                         | 成為將身體變成硬度非常高的鑽石的「鑽石人」。                                       | - 因鑽石硬度高能抵擋強大的物理攻擊。如果再附著武裝色霸氣，能將自然系能力者撞到吐血。 | 553              |
| 口袋果實     |          | 布朗明哥                     | 成為能將身體裡藏好武器的口袋的「口袋人」。                                         | - 能力者能將武器藏在身體中，但武器都是要自己先準備好的。 | 553              |
| 洗洗果實     |          | 阿鶴                         | 成為能將人與物變成衣服洗好後晾乾的「洗淨人」。                                     | - 獲得能把任何東西洗乾淨並且晾起來，藉此讓對方失去力量的能力。如果是壞人，心靈就會被洗滌乾淨，因此會降低做壞事的動力。 | 556              |
| 飄浮果實     |          | 獅鬼                         | 成為能夠讓碰到的東西飄浮起來的「漂浮人」。                                         | - 能力者可以讓任何物體變成無重力的狀態自由操控，亦可將水氣凝聚起來擊向目標。 - 缺點是一定要親自觸碰過該物體才能讓其漂浮，飄浮果實也無法讓除了自己以外的生命物體浮起。只要擊倒飄浮果實的能力者，或是能力者失去意識，用漂浮能力浮起的物體就會掉下來。 | 第0話/ Blue Deep |
| 標的果實     |          | 班德戴肯九世                 | 成為其用手碰到後，就會被當成標的鎖定的「標靶人」。                                 | - 能力者一定得要用手掌觸碰到對手的身體設定目標，否則無法使用能力。被定為標的之後，能力者所丟出的任何物品就會自動追蹤到天涯海角，扔出的物品沒有重量以及數量的限制，只要是自己用手觸碰過並丟出，便會無視物理定律以及軌道限制而直接射向目標。除非該物品在途中被擊落或有障礙物擋住才停止追蹤。 - 能力者能夠同時記住的標的數量就跟手掌的數量相同。洗手的話會消除該隻手鎖定的目標，連續接觸則會複寫目標。戴上手套則能避免以上情況。 - 若是擊倒靶靶果實的能力者，受到鎖定的目標其果實效力便會消失，同時能力者所扔出的物品將不再追蹤自己曾經鎖定的目標而失去控制掉落地面。 | 613              |
| 服服果實     |          | 錦右衛門                     | 成為可以利用物品製造出想像中服裝的「服裝人」。                                     | - 發動條件是將葉子或石頭放置於頭頂並大喊「哆隆」，不管服裝和髮型都能隨意改變，衣服只要脫離身上就會消失。 | 663              |
| 武器果實     |          | BABY5                        | 成為把身體任何一部分變成武器的「全身武器人」。                                     | - 若能力者只讓身體的一部份產生變化，就能夠同時變化出兩種以上的武器。包含了刀劍等冷兵器和槍砲等熱兵器都可以自由變化。也可以讓全身都變成同一樣武器（例如炸彈）。製造出的熱兵器似乎沒有彈藥的限制，可以無限的射出子彈或是砲彈攻擊。即使是變身成炸彈爆炸了，化成爆彈碎片的能力者也能再次復原。 | 682、692         |
| 旋轉果實     |          | 水牛                         | 成為把身體任何一部分變成螺旋槳的「旋轉人」。                                       | - 罕有的飛行能力，能變成螺旋槳像直升機一樣飛起來。螺旋槳也能吹出像颱風一樣的強風。 | 692              |
| 重力果實     |          | 一笑（藤虎）                 | 成為可以自由操作重力的「重力人」。                                                 | - 能力者可以操作重力，將重力打向高空能使隕石墜落，也可用重力讓物品壓裂地面或是飛起，亦可向側面施加重力將人或物品擊飛。 | 701              |
| 屏障果實     |          | 黑炭蟬丸 →巴特洛馬           | 成為在周圍形成屏障藉此抵擋任何攻擊的「屏障人」。                                   | - 屏障能隨能力者的意思塑型，屏障一次以一張為限。 - 屏障面積有一定限制，面積超過就無法再延伸屏障。 | 708、709、965    |
| 縫縫果實     |          | 雷奧                         | 成為能產生絲線將物件毫髮未傷地縫合的「縫線人」。                                   | - 使用能力時必須要以針作為媒介。能將對手如縫衣服般緊緊縫在地面或是物體上，捕捉大型的獵物或是要活捉敵人時這項能力就很好用，且不管物體有多麼堅韌都能夠讓絲線穿過目標。 - 除此之外，也能在地震時使用縫線固定住物體，使其不會傾倒；將線縫到對手身上時就能夠藉此拉扯目標到指定位置。縫線本身非常堅韌，能讓對手無法行動，但不會封鎖惡魔果實的能力。拔除縫線後不會留下任何傷痕或是痕跡，且拔下的縫線會消失，且非該能力者也能夠把縫線拔除。 | 711              |
| 凝視果實     |          | 碧歐菈                       | 成為透視物體以及看透人心的「眼力人」。                                             | - 只要目標位於能力者的視野範圍內，被看見的目標就會像「裸體」一樣，瞬間就會被讀取內心的情報。不管對手有沒有意識，或者說謊，能力者皆可以讀取其目前心中所想。能力者可以透過回想將自身的記憶給他人讀取。 - 能力者平常則是處於千里眼的狀態，能讓視力以自身為中心點，於半徑4000公里以內進行遠距離觀察。也能夠像X光一樣透視物體，包括對手的衣服內層，或者是直接觀察骨頭，來探查目標的身體狀況。 - 能力者也能夠藉著食指和中指併攏置於眼睛前方，藉此讓眼球中的眼淚增殖並用這手勢將之夾出，夾出的淚水能夠形成各式各樣的形狀，同時能夠讓淚水瞬間硬化如鋼鐵，並保持著高熱的姿態來攻擊大範圍的對手。 | 712              |
| 藝術果實     |          | 喬菈                         | 成為將目標變成能力者所想像出來的藝術品的「藝術人」。                               | - 能力者在使用能力之前，會先讓自己的想像力以及靈感具現化，藉此從手掌中或是從頭上噴出猶如雲朵般的、顏色不斷變化的鮮豔色七彩煙霧。只要將此煙霧扔出，被煙霧碰到的目標便會變成能力者所想像出來的藝術品。 - 能力者所想像出來的景象越廣泛，那麼想像力所化成的煙霧範圍便會越大。而且不管目標是人或是其他生物、無生命的武器以及船隻，甚至是彩虹或海洋，碰到煙霧的同時都會變成藝術品。將被變成藝術品的目標變回原本型態的方法僅有兩個，其一是藝術果實的能力者發出想像具現化的煙霧、主動將其恢復原狀。另一個方法即為擊倒該能力者。 | 714、718         |
| 夾克果實     |          | 凱利·放克                    | 成為身體變成夾克後穿著附身在他人身上的「夾克人」。                                 | - 能力者在使用能力之前，會先讓肉體變成夾克狀的薄型身軀，而從脖子到腰部的地方會形成一條長條拉鏈，頭部的部分會形成類似帽T的構造。處於夾克狀的能力者有一定的行動能力，推測即使是被附身的人不願意被奪取身體，能力者也能夠在變成夾克狀後攀到別人身上進行附身。 - 若是被附身者願意被奪取肉體的話，附身的速度會更快。而且在拉上長條拉鏈後，拉鍊會消失，並不會留下任何痕跡，就如同兩人合體般。任何的生物、動物甚至是怪物，只要穿上能力者變成的夾克，能力者便能支配被附身的生物的所有一切，包括被附身者的力量、體型以及人格都能夠奪取過來。 | 715、716         |
| 爆裂果實     |          | 古拉迪斯                     | 成為讓自身肉體膨脹來引爆或是將觸碰到的無機物膨脹產生爆炸的「破裂人」。             | - 能力者在使用能力時，會讓能力者想要引爆的該處肉體不斷膨脹，類似於將空氣灌入氣球內的狀態，膨脹至最大值時就能夠引起大爆炸，其原理類似於氣球炸彈。 - 且讓肉體膨脹的過程中能力者所穿戴的衣物並不會影響能力使用而是會隨著能力者身體一同膨脹。且自身所產生出的膨脹式爆炸並不會對自己以及衣物有所損傷。 - 能力者也能夠讓自身所觸碰的無機物引爆，能夠將想要引爆的物質像氣球一樣不斷膨脹，到達膨脹極限時就會爆炸。也能在觸摸物體時設定引爆機關，使之成為接觸到就會引爆的地雷。 - 但若是膨脹的過程被第三者攻擊或是能力者本人失去意識，導致能力的使用中斷，那麼膨脹中的物體就會從膨脹的外貌變回原樣。 | 723、740         |
| 黏黏果實     |          | 托雷波爾                     | 成為從全身上下製造出黏液的「黏液人」。                                             | - 能力者可從身體的任何一處製造出濃稠濕滑黏液。當身體分泌出的黏液進行遠距離射擊。分泌出的黏液身軀可以黏住、固定住目標，可使對手無法自由行動，藉此進行拉扯或是牽引，從而達到高速移動或投擲物品等行動。 - 且黏液的韌性之強，並不能夠透過一般的方法將其破壞，即使從高處掉落也能吸收衝擊。也能夠讓分泌黏液化後的身體在地面上流動，使對手無法發現其蹤跡。同時自身所分泌出的黏液具有可燃性。 - 此外，能力者平時都用大量的黏液覆蓋自己瘦弱的身軀，偽裝成自然系能力者，從而避開武裝色和一般的物理攻擊。 | 700、737         |
| 童趣果實     |          | 砂糖                         | 成為將觸碰的生物變成玩具的「玩具人」。                                             | - 能夠讓觸碰到的人或是動物變成能力者所想的玩具。 - 被變成玩具的目標，會在剛變成玩具的一段時間內無法自由行動，只能任由能力者自由操控，不過一段時間後便能夠根據自身的意識自由行動。能力者也能對被變成玩具的目標自由訂下契約，讓玩具完全聽從能力者的言語以及操控。 - 與被變成玩具的目標有關係的人們（例如親屬或是朋友），將會失去攸關變成玩具的對象曾經相處過的所有記憶，不過記載該人相關的文獻、雕像等並不會消失。而被變成玩具的人，將會保留與這些人相處過的大部分記憶，也就是說被變成玩具的人還是會失去一小部分的記憶。 - 目標在處於玩具狀態時，並不會失去語言能力，但會失去原本所有的大部分戰鬥能力。而且被變成玩具的人即使肢體被外力扯斷也不會感到痛，但同時肉體也會變得容易損毀。 - 能力者在吃下惡魔果實的瞬間，身體便會停止生長，不論是身高還是外貌，都會保持在吃下果實那時候的樣子。 - 在能力者被擊倒或是失去意識的瞬間，被變成玩具的人們會從全身上下散發出泡沫狀的光芒，之後會慢慢恢復原本的姿態。至於與被變成玩具的目標有關係的人們，其所失去的記憶也會一併還原。 | 701、731         |
| 游泳果實     |          | 塞尼奧爾·皮克                | 成為將地面或牆壁水波化，能在裡面自由行動或是穿越的「自由游泳人」。                 | - 能力者在使用能力時，會將地面或是牆壁的一部份變成水狀的漣漪態物質，能力者本身可以自由地潛入水面化後的地面或牆壁，如同在地面游泳一般，藉此來讓自身進行異空間的快速移動。可以在遭受敵人攻擊時緊急躲避到地面下，或是能夠乘對手不注意時從地面突襲。 - 能力者在水波化中的地面或是牆壁中昏倒時也不會解除能力，而是會保持著昏倒的姿勢浮在水面中。另外，能力者在墜落地面的同時能夠將地面變成液體，讓自己像在跳水一般的卸掉墜樓的所有傷害，因此自身並不會受傷。 | 732、735         |
| 噸壓果實     |          | 馬赫拜茲                     | 成為讓自己的體重以公噸為單位變化的「超體重人」。                                   | - 改變體重的範圍最小未知，最大是10000公噸，雖然能力者並沒有飄浮的能力，但當體重變輕、能力者身體密度小於空氣密度時，不必藉著外力便可乘風飄起。透過飄到高處並瞬間改變體重，利用這重力加速度來攻擊對手，但是跟「輕飄飄果實」不同，能力者會因為恢復重力時造成的位能，而會讓自身受到傷害。 | 735              |
| 飄揚果實     |          | 帝雅曼鐵                     | 成為將任何觸及的物體變成如同布綢般輕飄飄的型態的「旗幟人」。                       | - 能力者能夠讓碰到的任何物體變成如同旗幟或是布綢般的型態，不論是鋼鐵或者是其他堅硬的物質，只要經能力者一觸碰，瞬間就能夠產生物理變化，讓物體變成迎風就會飄動的狀態。 - 因此可以先讓原本就很硬的物質變成能夠飄動的狀態，之後再讓經過能力變化的物體重新構成其他的形狀，並再次讓其恢復原本的堅硬狀態，便可讓經過變化的物質產生出全新的形狀。甚至可應用這點，讓布綢化後的武器纖維伸長，便能夠在恢復原本的硬度時將該武器伸長。 - 能力者可將武器或是裝備產生出全新的形狀，使得攻擊方式變得多元，或者是將武器變化成能夠飄動的狀態後，將其摺疊便能夠隨身攜帶。 - 能力者可讓自身變成布綢狀，可藉此緩衝從高處掉落的力道，或是躲避對手的攻擊。被能力者改變型態的物體，只有該能力者能使其恢復原狀。 | 736              |
| 岩石果實     |          | 皮卡                         | 成為能跟自身接觸到的岩石進行同化的「岩石同化人」。                                 | - 能力者能夠跟自身接觸到的岩石進行同化塑形。 - 被同化的岩石不會隨著能力者失去意識而變回原樣，仍保留被控制時最後的樣子。 | 736              |
| 毛筆果實     |          | 堪十郎                       | 成為能將自己繪畫出來的事物實體化的「毛筆人」。                                     | - 畫出來的事物外表以及本身的能力，會受到能力者的繪畫技術影響。 - 能力者的頭髮也可作為筆刷進行繪畫。 | 754              |
| 寧靜果實     |          | 唐吉軻德·羅希南特            | 成為能夠阻絕特定範圍內人事物所發出的聲音的「寧靜人」。                             | - 能力者能以自身為中心的一定範圍內創造出外型類似於圓頂冰屋的「隔音壁」，此隔音壁無法阻擋攻擊。只要在隔音牆範圍內部的人事物發出的所有聲音，皆會被此隔音牆所阻隔，無法傳遞至牆外，同時阻隔牆外的聲音進入內部，僅會看見其施行動作但卻沒有發出聲音的景象。 - 隔音壁即使是在能力者睡眠時仍然能夠正常發動。亦可直接消除能力者自身、或是其所碰到的人事物的行為所發出的任何聲響，即使是足以破壞周圍物體的攻擊（例如爆炸或是火災）都不會發出聲音，可藉此潛伏不被對手發現、也能夠在黑暗中偷擊敵方。 | 764              |
| 治癒果實     |          | 蔓雪莉                       | 成為能夠治癒生物傷勢的能力的「治癒人」。                                           | - 能力者發動能力時，會憑空拿出一個能夠灑出魔法之水的澆水壺，只要將壺內的水灑向要治癒的目標，便能夠在一瞬間治癒該生物的傷勢，能力者的眼淚也有此效果。還能利用其眼淚成分進行大範圍散布，但此方式只能暫時性恢復一段時間，不久後就會回復原狀。 - 通常只能夠治癒傷勢而不能復原失去的肢體。除非使用治癒果實最強技巧的復原能力，才能夠復原任何失去物體的一部分，甚至對無機物也有效。但作為發動復原能力的代價，能力者將會耗損己身的壽命。 - 也能從身體健康的對象身上採集治癒力，集結成擁有治癒能力的蒲公英花朵，然後分配給需要的對象使用。缺點是倘若從採集治癒力的對象身上取走過多治癒力，將會導致該對象在不久後體力不支而倒地。 | 774              |
| 卷軸果實     |          | 雷藏                         | 成為能夠使用捲軸使用忍術的「捲軸人」。                                             | - 能力者能自由縮放捲軸的大小並用捲軸包覆對手。 - 捲軸甚至能夠吸收敵人發出的絕招並再次釋放。 | 817              |
| 靈魂果實     |          | 卡爾梅露 →夏洛特·莉莉        | 成為能够随意處理人的靈魂的「靈魂人」。                                             | - 讓靈魂放進各式各樣的生物、無機物使之擬人化，但是不能放進屍體和自己以外的人。擬人化的生命體統稱歡樂友人（霍米茲）。 - 發動能力時必須讓指定人畏懼且說出指定話語讓對方2選1，才能恣意剝奪任何數量的靈魂。靈魂的單位以壽命來計算。靈魂以煙作為意象。 - 被寄宿靈魂的生物和物體畏懼含有能力者靈魂能量的物品（例如生命卡），會聽從能力者及其子女的命令，也會被黃泉果實能力者的靈魂克制。 | 829、835、867    |
| 鏡面果實     |          | 夏洛特·布璃叡                | 成為製造及控制鏡子的「鏡面人」。                                                   | - 鏡子可以吸收並反射攻擊，吸收光束變成他人、將觸碰鏡子的敵人吸進鏡面世界囚禁。 - 若是讓鏡子吸收指定對象的樣貌，便能夠讓能力者本人或是其他動物變身成該目標。變身後的能力者不只外貌、連聲音和招式都可以拷貝，甚至連惡魔果實的能力都能夠複製。鏡像能力若是實行在動物上，只會讓外貌改變，其叫聲和身體素質都不會改變。變回原樣的方式便是讓鏡子發出的光束，射到被改變外貌的目標即可。缺點是外貌並非完全一模一樣，而是如同鏡像一般左右對稱，傷疤或是刺青之類的痕跡也會左右相反。 - 鏡子本身跟能力者製造的「鏡面世界」相連結，可以達到瞬間移動的效果，鏡外的對象可窺見被囚禁鏡面世界的對象，只有能力者本人能在鏡面世界中自由穿行。鏡面世界中的對象可在觸碰能力者的時候，離開鏡中世界。 - 每面鏡子擁有自己的意識且記得自己照映過的人事物，在鏡面世界的人欲透過鏡子尋找相關人事物時，透過口語詢問或將欲搜尋的目標相關物品（如肖像畫、照片等）擺在鏡子前，最接近搜尋目標所在處的鏡子將會透露該目標的去向。                                                                         | 831、835         |
| 舔舔果實     |          | 夏洛特·裴洛斯培勒            | 成為將觸碰的物品變成糖果及製造糖漿的「糖果人」。                                   | - 能力者可以將觸碰的物品或是生物變成糖果，一旦那個生物被變成糖果就會死去。只能擊倒能力者或能力者自願才能解除。 - 可以製造出普通或媲美鋼鐵硬度的糖果，可藉此創造出不會輕易融化或被擊碎的「糖果建築」。 - 製造出來的糖果遇高溫或火焰會融化。 | 834              |
| 餅乾果實     |          | 夏洛特·慨烈卡                | 成為製造及控制餅乾的「餅乾人」。                                                   | - Bis為「Biscuit」。 - 能夠無限製造出堅硬餅乾並加以操縱，以此打造出大量的人形鎧甲，用於保護自身或作為軍隊操縱。人形鎧甲的血液是用果醬做成。 - 缺點是遇水會軟化。 | 835、838         |
| 奶油果實     |          | 夏洛特·賈萊特                | 成為能控制黃油來束縛住對手的「奶油人」。                                           | - 不需碰到人，可遠距離用黃油捕捉人，將人拖到自己面前。 | 845              |
| 書本果實     |          | 夏洛特·蒙德爾                | 成為製造及控制書籍的「書籍人」。                                                   | - 能力者可以藉由變得像鳥般的書籍在空中飛行或滯留在空中。 - 能力者可以將指定對象自由帶進或踏出「書」的世界。 - 被囚禁在書裡的生物不會變老，仍能在翻開書頁的情況和書外世界的人交流。 - 能力者創造的書籍被從書外點火燒毀後，將會解除能力，將所有被囚禁在書裡的事物解放出來。 | 845              |
| 鮮奶油果實   |          | 夏洛特·歐佩拉                | 成為控制全身流動鮮奶油而限制對手行動的「鮮奶油人」。                               | - 以鮮奶油甜味的力量覆蓋在對手身上，對手全身會因為糖化而焦枯。 | 845              |
| 擰擠果實     |          | 夏洛特·斯姆吉                | 成為能將指定對象（不限生物和物體）變得像擰擠抹布來榨出水份的「脫水人」。           | - 可以從生物或物體擰出飲料，也可以吸收用劍砍傷的敵人，讓敵人乾枯而亡。另外，能力者還可以把吸收的水份存在自己體內，儲存越多身體越大，甚至還可以噴出來攻擊敵人，威力非常強大。 | 846              |
| 記憶果實     |          | 夏洛特·普琳                  | 成為能讀取並操作記憶歷程的「編輯人」。                                             | - 能力者可透過伸手探進指定對象的腦部，將某段記憶像膠卷般抽出其體外並讀取，被抽出記憶的對象短時間內會處於昏厥狀態。 - 能力者可能創造出別的記憶，透過編輯置入指定對象的腦部，達到記憶竄改的效果。 - 亦可創造特殊絲線掃過指定對象，令該對象短時間內回憶起某段記憶而陷入混亂。 | 851              |
| 糯糯果實     |          | 夏洛特·卡塔克利              | 成為能把身體任何一部分變成糯米糰及製造出糯米糰操控的「黏餅人」。                   | - 能將身體任何一部分伸長並黏住對手，但弱點是遇水氣會軟化。覺醒後可將環境周遭的事物變成糯米糰。 - 與橡膠果實的能力相當類似，不過有著更為優秀的延展性與變化性，還能使用見聞色改變身體的型態來躲避攻擊，讓人誤以為是自然系。 - 最初連載時為自然系，後於單行本更正為特殊的超人系。 | 863              |
| 熱氣果實     |          | 夏洛特·代佛克                | 成為能藉由摩擦自身來產生神燈精靈進行戰鬥的「神燈人」。                             | - 召喚出來的神燈精靈有移動距離限制，能力者取消操作或失去意識時，神燈精靈也會消失。 | 864              |
| 熱量果實     |          | 夏洛特·歐本                  | 成為可改變自己或物體的溫度，亦能釋放熱氣流攻擊對手的「炎熱人」。                   | - 可使碰觸到的物體加熱，產生熱紅的模樣和溶解冰層。碰觸到海水時，也能加熱產生熱浪。 - 冒火的眼睛注視敵人後，可遠距離提高溫度至起火。 | 864              |
| 食食果實     |          | 蘇特羅慎                     | 成為能將任何物體變成食物的「食物人」。                                             | - 雖然變成食材後能吃，但因為是由無機物所變化而來，所以味道相對較差。 | 868              |
| 混雜果實     |          | 夏洛特·紐四                  | 成為能跟十胞胎兄弟姐妹們合體變大的「合體人」。                                     | - 十胞胎兄弟姐妹分別為紐ㄧ、紐二、紐三、紐五、夏梅格、秋梅格、全梅格、春梅格、冬梅格及紐四本人。 | 900              |
| 推擠果實     |          | 摩利                         | 成為能推壞各種東西，將接觸的地面像黏土般塑型的「推擠人」。                         | - 可將自身隱藏在地底、岩壁等處，亦能將自己觸及的地面變成黏土限制敵人的行動。 | 904              |
| 鼓舞果實     |          | 貝洛·蓓媞                    | 成為藉著搖旗吶喊來鼓動範圍裡的對象，激發其精神與肉體的潛在力量的「鼓舞人」。       | - 讓受鼓舞的對象拿起兵器反抗敵人及提升力量，能使普通人的實力打敗入門海賊。 | 904              |
| 煤灰果實     |          | 烏鴉                         | 煤灰                                                                               | - 能將身體任何部分變成煤灰。 | 904、1083        |
| 糯米丸果實   |          | 玉兒                         | 成為能夠收服動物的「馴獸人」。                                                     | - 可將自身分離出特殊的糯米糰子，讓任何食用糰子的動物變得溫馴和服從能力者。能對SMILE果實的能力者產生同等效力。吃下糰子的動物或SMILE能力者會將能力者視為主人並聽從其命令，且能完全洗腦對方，效果能維持一個月，在此之後是否馴服取決於對方的意願。糰子對動物來說是美味的食物。 - 捏臉頰的時候會發出金黃色的光芒。能力者須一個一個將糰子捏下臉，但可以蒐集起來再發放。 - 唯一不能馴服的是動物系惡魔果實能力者。 | 911              |
| 時空果實     |          | 光月時                       | 成為將自己本身或讓指定對象穿越時空的「穿越人」。                                   | - 能力者能藉由能力來達到時空旅行的效果，但僅限於穿越未來，並不能回到過去。 | 920              |
| 成熟果實     |          | 忍                           | 成為接觸任何東西都會將其快速腐爛的「成熟人」。                                     | - 能力者可以將任何觸碰的事物瞬間腐敗。 - 能力者可以將人老化且不可逆，心智年齡不會跟著提升。 | 924              |
| 病菌果實     |          | 毒Q                          | 成為能夠將病菌傳染給別人病菌的「病菌人」。                                         | - 能力者可以得到病菌傳染的能力，亦能傳染對病菌的抗體。 | 1063             |
| 空間移動果實 |          | 范·歐葛                      | 成為能夠將目標之間進行空間移動的「空間移動人」。                                   | - 能力者可以得到交換瞬移的能力。 | 1063、1107       |
| 怪力果實     |          | 吉札士·伯吉斯                | 成為能夠輕鬆的將笨重東西舉起來怪力的「怪力人」。                                   | - 能力者可以得到強大的怪力。 | 1063             |
| 腦腦果實     |          | 貝卡帕庫                     | 成為無限腦容量的「大腦人」。                                                       | - 能力者的大腦可以無限制的增長。 | 1067             |
| 島島果實     |          | 亞帕羅·比薩羅                | 成為能與整座島嶼同化的「島嶼人」。                                                 | - 能力者能夠與整座島嶼同化，島上的一切皆可同化其中並加以控制。 - 缺陷是無法如同石石果實般藉由在島中自由移動來躲避傷害，操縱的部分若受到傷害時，會如同堅城果實般等比例的回饋到自己身上。 | 1080             |
| 酒酒果實     |          | 巴斯可·簫特                  | 成為製造酒精的「酒人」。                                                           | - 能力者可以利用酒精製造一些特殊控制效果。 | 1080             |
| 巨大果實     |          | 薩方·烏爾夫                  | 成為能夠使身體變得巨大的「巨大化人」。                                             | - 能力者可以讓身體變得巨大到都可以穩穩地站在海底上。 | 575、1080        |
| 鞭鞭果實     |          | 孔雀                         | 成為可以指揮她鞭打的一切的「調教人」。                                             | - 能力者可以指揮她所鞭打的一切。 | 1080             |
| 黏土果實     |          | 王子·格魯斯                  | 成為製造並控制黏土的「黏土人」。                                                   | - 能力者可以製造並控制黏土，還可以創造出「泥人偶」。 | 1080             |
| 騎騎果實     |          | 布魯格拉絲                   | 成為能夠騎乘任何東西的「騎乘人」。                                                 | - 能力者可以騎乘並操控其所騎乘的任何東西。 | 1094             |
| 大砲果實     |          | 烏爾班                       | 成為能夠將頭部變成大砲的「大砲人」。                                               | - 能力者可以將身體部位變成大砲並發射砲彈。 | 1095             |
| 箭頭果實     |          | 軍子                         | 成為能夠製造並控制箭頭的「箭頭人」                                                 | - 身體能像箭頭指示方向延伸，捆綁。 - 可以束縛對手的身體或勒緊對手的脖子，能夠吊在空中。 - 能將箭頭帶子纏繞在四肢形成巨大的手套和靴子已進行強力攻擊。 - 創造出箭頭路徑，可用於行走及增加攻擊的力道與速度。 | 1136             |
| 荆棘果實     |          | 雪帕德·索瑪茲                | 成為能夠製造並控制荆棘的「荆棘人」                                                 | - 當有人觸碰他的目標時，會被荊棘攻擊。 - 對目標的愛越深，荊棘帶來的痛苦就越強烈。 | 1143             |

### 動物系
- 動物系（Zoan）的惡魔果實可以讓人變形成動物，總共有「人型」、「獸型」、「人獸型」的三段變身能力，此系能力者可透過鍛鍊或者是服用藥物來增加型態；也有少數無法隨意切換三段變身，例如：蛋蛋果實、人人果實 尼卡型態。
- 一旦變成人獸型，食用該種動物系惡魔果實的能力者身體能力、攻擊力就會會有所提升。動物特有的角、牙齒、爪、體毛、尾巴等身體部位都會被強化。由於動物系擁有強化肉體的能力，所以動物系被認為是「近身肉搏戰」中是最強的。
- 惡魔果實隱藏著「覺醒」的力量，「動物系」的能力一旦罕見的覺醒，並會擁有超乎常人的回復能力，不管被打倒幾次都會再站起來。
- 由於動物系有「亞種」區別，例如「犬犬果實」等一部分果實有幾個亞種存在，所以雖然有些果實名稱相同，變身之後的形態卻不同[1][註 86]。如：「犬犬果實 臘腸狗型態」讓能力者變成臘腸狗，「犬犬果實 胡狼型態」則是可以讓能力者變成胡狼。
- 喬巴曾經提到，動物系中「肉食種」和「草食種」相比，凶暴度也會跟著增加。
- 動物系當中包括被視為稀有類型的能力，如「古代種」可以讓能力者變成古代曾經出現過但現在已經滅絕的強大野獸、比自然系更稀少的「幻獸種」可以讓能力者變成不存在世上的幻獸。
- 「古代種」通常較耐打或是體能較「一般種」強，「幻獸種」通常是具有神話特色的特殊能力，其中有些與超人系及自然系能力接近，例如「犬犬果實 九尾狐型態」、「人人果實 尼卡型態」，前者擁有變成他人外貌的能力，後者自身擁有橡膠的性質及將接觸物質變為橡膠這種類似超人系覺醒的能力。
- 而偉大航路的科技也成功的讓「物品」吃下動物系果實得到生命。
- 系名最初就被提到，卻是作品中的三系裡最晚出現的（第136話）。
- 五老星提及動物系果實自身擁有獨立意志，這點在人造動物系果實「SMILE」也能看到。（第1044話）

#### 一般種
| 中文名稱              | 日語原文 | 能力者                        | 能力 （動物） | 備註 （能力詳細說明） | 原作出處 |
| --------------------- | -------- | ----------------------------- | ------------- | --- | -------- |
| 牛牛果實 野牛形態     |          | 多魯頓                        | 野牛          | - 肌肉的力量與速度在動物系惡魔果實之中是數一數二的。 - 活用銳利的牛角使出的突刺，具有強大的破壞力。 | 136      |
| 人人果實              |          | 多尼多尼·喬巴                 | 人            | - 在動物吃下果實的情況，就能夠獲得以雙腳步行等人類特有的能力的獸人。智慧與學習能力也會大幅度提升，而且還能夠理解人類的語言，甚至變得會說話。 - 若是人類吃下的話，只會在作為人類的能力上較為提升，但還是會變成旱鴨子。                             | 100、139 |
| 鳥鳥果實 隼形態       |          | 貝爾                          | 隼            | - 是全世界公認只有五種的飛行能力之一。 - 速度與滑翔能力都非常突出。 | 169      |
| 鼴鼠果實              |          | 多蘿菲                        | 鼴鼠          | - 變得擅長使用在地底潛行且神出鬼沒的戰術。 | 184      |
| 犬犬果實 臘腸狗形態   |          | 拉蘇 （Mr.4的愛槍）           | 臘腸狗        | - 現能力者是一把經由高科技改造吃下惡魔果實的槍，變成打噴嚏就會開槍的狗。 | 184      |
| 犬犬果實 胡狼形態     |          | 加卡                          | 胡狼          | - 爆發力與跳躍力會提升，並能夠使出敏捷的攻擊。 | 196      |
| 馬馬果實              |          | 皮耶爾                        | 馬            | - 現能力者的真面目是空島的特有鳥類「天點鳥」。 | 238      |
| 貓貓果實 豹形態       |          | 羅布·路基                     | 豹            | - 兼具貓科動物特有的靈活動作以及肉食系動物的鬥爭本能，在肉搏戰中，能夠發揮最強的力量。 | 349      |
| 犬犬果實 狼形態       |          | 賈布拉                        | 狼            | - 狼的爆發力與力氣會大幅提升，因為野生的血變的比較濃的關係，因此也會變得比較殘暴。 | 379      |
| 象象果實              |          | 法古佛里德 （斯帕達姆的愛刀） | 象            | - Eleph為「Elephant」。 - 一把經由高科技改造吃下惡魔果實的刀劍，變成兼具大象衝刺力與象牙之殺傷力的刀子。 | 400      |
| 牛牛果實 長頸鹿形態   |          | 卡古                          | 長頸鹿        | - 可以自由改變脖子和腳的長度。 | 401      |
| 蛇蛇果實 蟒蛇形態     |          | 波雅·桑塔索妮雅               | 蟒蛇          | - 雖然是沒有毒的蛇，但具有修長的身體，擅長以力量勒住對手。 | 518      |
| 蛇蛇果實 眼鏡蛇形態   |          | 波雅·瑪莉哥德                 | 眼鏡蛇        | - 能很敏捷地行動以及從嘴裡吐出劇毒。 | 518      |
| 犬犬果實 大麥町型態   |          | 達爾梅西亞                    | 大麥町        | - 具備了犬科動物強壯的身體、靈敏的速度。 | 553      |
| 龜龜果實              |          | 波哥姆斯                      | 烏龜          | - 能變身為龜鱉目的烏龜（龜殼顏色在動畫中為深紅色）。 - 龜殼本身具有能夠匹敵鑽石的硬度，能力者的身體縮在龜殼裡時擁有極高的防禦力，機槍都無法傷及分毫。                                                                                             | 652、822 |
| 蠑螈果實 六角恐龍形態 |          | 史麥利 （膠狀毒氣）           | 六角恐龍      | - Sala為「Salamander」。 - 可變身為液態的蠑螈。一隻經由高科技改造吃下惡魔果實的史萊姆（原本是膠狀毒氣）。 | 673      |
| 蟲蟲果實 獨角仙形態   |          | 喀布                          | 獨角仙        | - 疑似是全世界公認只有五種的飛行能力之一。 - 能用頭上的犄角來撞擊，以及操控大量的獨角仙軍團進行運輸。 | 718      |
| 蟲蟲果實 胡蜂形態     |          | 篳安                          | 胡蜂          | - 疑似是全世界公認只有五種的飛行能力之一。 - 能操控大量的胡蜂軍團進行攻擊或干擾。 | 718      |
| 蛋蛋果實              |          | 塔馬哥男爵                    | 雞蛋          | - 能力者服用該果實後，身體會變成蛋的構造，在受到一定傷害之後就會破殼重生轉變成別的型態，依據「蛋蛋男爵→雛雞子爵→公雞伯爵」，共三種型態反覆循環，缺點是需要些許時間才能使型態完成轉變。 - 最初此果實被歸類為系統不明，後來於官方影片確認為動物系。 | 849      |
| 鳥鳥果實 信天翁形態   |          | 摩甘茲                        | 信天翁        | - 原作中似乎沒有飛行能力。 | 860      |
| 犬犬果實 狸貓型態     |          | 文福君                        | 狸貓          | - 一個用未知方式吃下惡魔果實的茶釜，被當成寵物飼養。 | 911      |
| 蝙蝠果實              |          | 絲媞希                        | 蝙蝠          | - 能夠變成蝙蝠，以透過咬傷他人的皮膚來吸血，類似於吸血鬼。 | 1072     |
| 海獺果實              |          | 博士奇                        | 海獺          | - 能夠變成海獺，不過並不像真正的海獺具有在水中游泳的能力。 | 1094     |
| 犬犬果實 獵犬型態     |          | 哈烏德                        | 獵犬          | - 具備了犬科動物強壯的身體、靈敏的速度。 | 1094     |

#### 古代種
| 中文名稱                    | 日語原文 | 能力者   | 能力 （動物）  | 備註 （能力詳細說明） | 原作出處 |
| --------------------------- | -------- | -------- | -------------- | --- | -------- |
| 龍龍果實 異特龍形態         |          | X·多雷古 | 異特龍         | - 有過於常人的抗打和恢復力，擁有大型頭顱骨、粗壯的頸部、長尾巴、以及縮短的前肢。 | 509      |
| 象象果實 長毛象型態         |          | JACK     | 長毛象         | - 具有強大蠻力、巨大身軀及過於常人的抗打和恢復力，揮動長鼻子即可輕鬆破壞建築物及地面。 | 808      |
| 龍龍果實 棘背龍形態         |          | 培濟萬   | 棘背龍         | - 有過於常人的抗打和恢復力，背部有明顯的長棘，長棘之間推斷有皮膚連結，形成一個巨大的帆狀物。                                                                                                  | 929      |
| 龍龍果實 無齒翼龍形態       |          | KING     | 無齒翼龍       | - 疑似是全世界公認只有五種的飛行能力之一。 | 930      |
| 龍龍果實 腕龍形態           |          | QUEEN    | 腕龍           | - 具有強大蠻力、巨大身軀及過於常人的抗打和恢復力，長長的脖子可揮動攻擊。 | 945      |
| 龍龍果實 厚頭龍形態         |          | 烏爾蒂   | 厚頭龍         | - 有過於常人的抗打和恢復力，能用強壯的頭部撞擊敵人。 | 983      |
| 龍龍果實 三角龍形態         |          | 佐佐木   | 三角龍         | - 有過於常人的抗打和恢復力，能用強壯的角撞擊敵人。 - 弱點是腹部。 | 998      |
| 貓貓果實 劍齒虎形態         |          | 福茲胡   | 劍齒虎         | - 有過於常人的抗打和恢復力，能用強大的牙齒撕碎敵人。 | 998      |
| 蜘蛛果實 格氏玫瑰古狼蛛形態 |          | 黑瑪麗亞 | 格氏玫瑰古狼蛛 | - 有過於常人的抗打和恢復力，能倒掛在天花板及用蜘蛛絲誘捕敵人。 - 人獸型會下肢會出現吐舌鬼臉蜘蛛，蛛肢含有劇毒，手指也能放出蜘蛛絲。因用藥物改造惡魔果實波長，故與其他動物系人獸型態截然不同。 | 998      |

#### 幻獸種
| 中文名稱                         | 日語原文                         | 能力者            | 能力 （動物） | 備註 （能力詳細說明） | 原作出處   |
| -------------------------------- | -------------------------------- | ----------------- | ------------- | --- | ---------- |
| 鳥鳥果實 不死鳥型態              |                                  | 馬可              | 不死鳥        | - 能變身為全身放出藍色火焰的不死鳥，其火焰溫度在人體可接受的範圍之內，能使自身的傷口再生復原，用在他人身上時也能提升復原速度，但效果略弱於用在自身。 - 缺點是再生能力是有限的，且該火焰不具有高溫的特性，亦無法增加燃燒的強度。 - 疑似是全世界公認只有五種的飛行能力之一。 | 553        |
| 人人果實 大佛型態                |                                  | 戰國              | 大佛          | - 能變身為大佛般的巨大身軀，可從手掌釋放出強大衝擊波。 | 571        |
| 魚魚果實 青龍型態                |                                  | 海道              | 青龍          | - 能力者可變成一條騰雲駕霧的青色巨龍，體積龐大涵蓋半片天，嘴裡吐出的氣息能毀天滅地。 - 可產生能賦予他物飛行的「焰雲」，由此如同飛行般立足在雲上。 - 能放出火、雷、風屬性的攻擊。 | 921、999   |
| 犬犬果實 九尾狐型態              |                                  | 卡達莉納·戴彭     | 九尾狐        | - 能變身為九尾狐進而完全化身成他人的樣貌。 | 925、1107  |
| 蛇蛇果實 八岐大蛇型態            |                                  | 黑炭大蛇          | 八岐大蛇      | - 能變身為八岐大蛇，每顆頭都有自己的意識。 | 927        |
| 人人果實 尼卡型態                |                                  | 蒙其·D·魯夫       | 尼卡          | - 含內臟、血管、骨頭在內都具有橡膠的彈力、伸縮性、絕緣性。 - 關節技、槍擊、電擊、打擊對其無效。 - 弱點是斬擊、突刺等銳利攻擊。 - 為「太陽神 尼卡」的化身。 - 世間尊稱為"太陽神尼卡"和「解放的戰士」 - 據「五老星」敘述尼卡覺醒型態為「世界最胡鬧的力量」。 - 為號稱最強自然系「雷」唯一的天敵。 - 一開始的名稱為橡膠果實，隨著故事的發展後揭曉該果實另一個名字為動物系幻獸種「人人果實 尼卡型態」，擁有動畫物理學的能力。 | 1、1044    |
| 人人果實 大入道型態              |                                  | 牛鬼丸            | 大入道        | - 可將自身變成人形，亦可如人般說話或戰鬥。 - 這個名字的意思是大僧伽，但民間傳說也有很多，比如在某些地區出現了一個不清楚的影子，或者只是一個巨人而不是一僧侶。 | 953        |
| 犬犬果實 大口真神形態            |                                  | 大和              | 大口真神      | - 日本狼的神格化。 - 能夠從口中吐出冰霜攻擊。 | 1019、1020 |
| 馬馬果實 天馬形態                |                                  | 壯馬              | 天馬          | - 能變身為天馬。 - 疑似是全世界公認只有五種的飛行能力之一。 | 1063       |
| 僅公開變身型態，尚未公開果實名稱 | 僅公開變身型態，尚未公開果實名稱 | 傑伊葛西亞·薩圖恩 | 牛鬼          | - 能變身為牛鬼。 | 1094       |
| 僅公開變身型態，尚未公開果實名稱 | 僅公開變身型態，尚未公開果實名稱 | 馬卡司·馬茲       | 以津真天      | - 能變身為以津真天。 | 1110       |
| 僅公開變身型態，尚未公開果實名稱 | 僅公開變身型態，尚未公開果實名稱 | 托普曼·沃裘利     | 封豨          | - 能變身為封豨。 | 1110       |
| 僅公開變身型態，尚未公開果實名稱 | 僅公開變身型態，尚未公開果實名稱 | 夜殘刨瀧·V·茄壽郎 | 馬骨          | - 能變身為馬骨。 | 1110       |
| 僅公開變身型態，尚未公開果實名稱 | 僅公開變身型態，尚未公開果實名稱 | 雪帕德·十·彼德    | 沙蟲          | - 能變身為沙蟲。 | 1110       |
| 龍龍果實 麒麟型態                |                                  | 利莫西弗·奇林戈姆 | 麒麟          | - 能變成麒麟，平時以覺醒形態示人。脖子周圍有白色的雲朵飄浮，可以將人們夢中的物體具現化。 | 1143       |

### 自然系
- 自然系（Logia）的惡魔果實可以讓身體和物品「元素化」，並使用此力量發動攻擊。
- 能力者遭受到普通的物理攻擊時，即使毫無自覺，身體仍會自動元素化，如同流體般使物理攻擊無效化；能力者遭受到武裝色霸氣攻擊時，必須有意識使身體元素化躲避攻擊（能配合見聞色霸氣輔助），不然很容易受到傷害。
- 只有大自然的元素能被稱為自然系，其餘人造類似流體的能力通常歸類於超人系。
- 在三種惡魔果實中最為稀少，也是等級較高的，稀有度僅次動物系的幻獸種。

| 中文名稱 | 日語原文 | 能力者                | 能力 （自然元素） | 備註 （能力詳細說明） | 原作出處     |
| -------- | -------- | --------------------- | ----------------- | --- | ------------ |
| 冒煙果實 |          | 斯摩格                | 煙                | - 身體各個部位能變成的煙噴射出去。 - 可運用煙霧產生推力來飛行，亦能使煙霧作為驅動交通工具的能源。 | 100          |
| 沙礫果實 |          | 克洛克達爾            | 沙                | - 能吸收各種物體的水份。 - 手可製造沙塵暴或沙刃。 - 碰到液體（如水或血）會凝固，能使其無法變成沙躲避物理攻擊。 | 127、170     |
| 火焰果實 |          | 波特卡斯·D·艾斯 →薩波 | 火焰              | - 能將身體任何部分變成火，能提高火力讓火焰般的拳頭巨大化。 - 能利用火焰推進幫助自身移動或是驅動交通工具。 - 弱點是水，亦無法抵擋更高溫的岩漿，岩漿果實的下位能力。 | 198、199 744 |
| 轟雷果實 |          | 艾涅爾                | 雷                | - 能將身體任何部分變成雷電，最大兩億伏特。 - 能用雷電高速移動，瀕死時能對自己心臟電擊復甦。 - 雷電能產生能量來驅動交通工具。 - 能將雷電注入導體，亦能使其藏身於導體。還能利用電熱加溫金屬且改變其形狀，冶煉成具有高溫特性的利器。 - 絕緣體（如橡膠）不會受到影響，能使其無法變成雷躲避物理攻擊。 | 241、274     |
| 冷冷果實 |          | 庫山（青雉）          | 冰                | - 能將身體任何部分變成冰。 - 製造出的淡藍色冰塊能夠變成任何形狀，創造出任何型態的武器攻擊目標。 - 能夠冰封所有接觸到的事物，被冰封住的人或生物會呈現假死狀態，身體也會像冰一樣地變得脆弱，容易因小衝擊而碎掉死亡。 - 弱點是高溫（岩漿或火焰）。 | 303、319     |
| 黑暗果實 |          | 馬歇爾·D·汀奇         | 黑暗              | - 能將身體任何部分變成黑暗，將與黑暗接觸的事物吸入。 - 能準確吸引惡魔果實能力者的實體，能使其碰觸到實體的惡魔果實能力者無法使用任何能力。 - 由於黑暗的本質就是引力（類似黑洞），使其變成黑暗也無法躲避物理攻擊，而且受到的痛楚比一般人還強烈。 - 能奪取已死亡能力者的惡魔果實之能力，在無風險下可同時使用兩種以上能力，但原理不明。 | 440、441     |
| 閃光果實 |          | 波爾薩利諾（黃猿）    | 光                | - 可以光速移動，但移動方式僅限直線。 - 可發射光束，或以光速的體技攻擊。 - 可將光凝聚成實體，作為武器進行肉搏戰。 | 506、511     |
| 岩漿果實 |          | 盃 （赤犬）           | 岩漿              | - 能將身體任何部分變成滾燙的岩漿，也能製造火山彈攻擊敵人。 - 是當前已知破壞力最強的自然系惡魔果實，火焰果實的上位能力。 - 擁有能短暫滯空的機動性。 - 弱點是低溫。 | 554          |
| 沼澤果實 |          | 格列佛                | 沼澤              | - 能將身體任何部分變成泥漿狀的無底沼澤。 - 任何物體碰到自己泥漿化的身體，會像陷入無底沼澤般吸進能力者體內，暫時所知其身體陷入的物體容量無上限。 - 泥漿化的狀態下，害怕被封鎖在密閉容器裡。 | 603、612     |
| 氣體果實 |          | 凱薩·克勞恩           | 瓦斯（氣體）      | - 能將身體任何部分變成氣體狀，氣體能夠擴張的範圍是根據能力者的實力成正比。 - 能夠操縱各種瓦斯氣體毒殺、或是操縱自燃氣體引爆目標。還能將自身周圍的氣體淨化或是壓縮附近的氣體，甚至將大氣中的氧氣抽離讓火熄滅以及讓對手窒息，或是操作完全燃燒氧氣的火炎用作攻擊。 - 其身體能吸收不同的瓦斯氣體（例如殺人毒氣），即使吸入劇毒瓦斯也不會有事，並能透過吸收瓦斯巨大化並強化攻擊力；根據吸收的瓦斯殺傷力不同，使出的招式威力也會有所不同。 - 擁有飛行能力。能燃燒瓦斯作為動力，讓身體變成外型如熱氣球般的載具，足以負重另外三人的浮力飛向高處。 | 658、664     |
| 下雪果實 |          | 莫內                  | 雪                | - 能將身體任何部分變成雪狀。 - 能從身體的任何一處創造出冰雪並凝結成冰刀或冰壁。 - 能力者也能夠隱藏並自由穿梭在雪裡。 - 弱點是高溫。 | 681、685     |
| 森森果實 |          | 荒牧（綠牛）          | 植物              | - 能將身體任何部分變成樹藤狀。 - 能從樹藤狀的手指進食或吸收對手的養分。 - 能力者所經之處會形成一條植物地帶。 - 弱點是火焰。 | 1053、1054   |

## 人造惡魔果實
人造惡魔果實（日语：／ Jinzō Akuma no Mi）是人類透過科技製造出的惡魔果實仿製品，能產生類似真正惡魔果實的性能，也會如同真正的惡魔果實一般，食用者會無法游泳。不同於一般的惡魔果實的是，從果皮到果肉上並不是佈滿了「和蔓草」的螺旋花紋，而是圓圈狀花紋。
根據Dr.貝卡帕庫所言，目前他只能製造出動物系的人造惡魔果實，其中動物系中的幻獸種需要花費大量的時間和金錢；而超人系必須抽取該能力者的血統因子，與名為「綠血」的物質融合而得以使用其能力，被應用在新型和平主義者「熾天使」的技術上，由於綠血利用了惡魔果實的力量，它對海洋和其他含有海洋能量的物質仍然有同樣的弱點；至於自然系則用盡方法仍無法複製。而且還無法保證所有的人造惡魔果實是否像原版的惡魔果實一樣可以“覺醒”。
Dr.貝卡帕庫曾抽取海道的「魚魚果實 青龍型態」血統因子，投入了鉅額資金並用了20年研究，藉此嘗試製造出人造惡魔果實，但最後據稱失敗告終，對於貝卡帕庫來說，這一事實似乎是一個無法令人信服的「失敗」（原因是顏色錯誤），因此他沒有回應世界政府交出它的請求。有一顆保留在龐克哈薩特的研究所內，後來那顆僅存的「失敗品」被桃之助吃掉。
| 能力者 | 能力                                                               | 備註（能力詳細說明） | 原作出處 |
| ------ | ------------------------------------------------------------------ | --- | -------- |
| 桃之助 | 身體能完全變成桃色小龍                                             | - 貝卡帕庫從被海軍一度逮捕的海道身上抽取了「魚魚果實 青龍型態」血統因子製作而成的。 - 在未來該果實能力會隨著使用者成長而進化，除了身軀和海道的青龍型態一樣龐大外，也能製造焰雲進行飛行和支撐物體。 | 684      |
| S-鯊   | 成為將地面或牆壁水波化，能在裡面自由行動或是穿越的「自由游泳人」。 | - 血統因子來源為「粉紅·先生」的「游泳果實」。 | 1065     |
| S-熊   | 成為在雙掌中產生像熊掌一樣肉球的「肉球人」。                       | - 血統因子來源為「巴索羅繆·大熊」的「肉球果實」。 | 1068     |
| S-蛇   | 成為能發射粉紅色心型的光波或物質來石化目標的「石化人」。           | - 血統因子來源為「波雅·漢考克」的「迷戀果實」。 | 1070     |
| S-鷹   | 成為把身體任何一部分變成鋼鐵刀刃的「全身刀刃人」。                 | - 血統因子來源為「達茲·波涅士」的「快斬果實」。 | 1076     |

### SMILE
「SMILE」（Sumairu）是唐吉訶德·多佛朗明哥與凱撒·克勞恩合作製造的一種動物系人造惡魔果實。不同於一般的動物系惡魔果實和貝卡帕庫的人造惡魔果實，SMILE的能力只可以將身體的一部分變成動物的一部分。一個SMILE能力的人能不能自由變身，視其食用的果實而定。與真正的惡魔果實不同，SMILE的味道和普通水果一樣。
龐克哈薩特篇裡，前海軍科學家凱薩·克勞恩應用了Dr.貝卡帕庫在過去研究血統因子的部分原理製造出被稱為「SAD」的原料。在多雷斯羅薩地下的唐吉訶德家族擁有的工廠製造，透過將凱撒製造的「SAD」倒入工廠的河流中，製成果樹來吸收它，並藉助能種植各種植物的頓達塔族的力量培育出來。據頓達塔族稱，它是一種「非常不自然的水果」，一個季節可做成SMILE的實際產量不到10%。即使吃了揀選之後的果實，也只有10%的機率獲得能力。那些沒有獲得能力的人，除了不會游泳外，還有因其副作用而會被剝奪憤怒和悲傷等表情，只能用笑表達情緒。這種風險是「SMILE」名稱的由來。另一方面，被食用過的失敗SMILE仍然能傳播其副作用（無法游泳、表情剝奪），並且有被別人吃掉的風險。
其原料「SAD」是一種混合了多種動物血統因子的液體，從現有的生物體中抽取血統因子，因此以凱撒的科學力量無法製造出類似於幻獸種或超人/自然系的SMILE。由於真正的惡魔果實不參與其製造過程，所以與普通的惡魔果實並不相同，而且能同時產生多個擁有共同能力的能力者。人造動物系惡魔果實能力者變化的部位及形式毫無規則可循，還有部分情況是會顯現出擁有獨立思考甚至會反抗能力者的動物。此外，人造動物系惡魔果實不像真正的動物系惡魔果實那樣完整提升能力者的身體能力，例如瞪羚人雖擁有瞪羚時速200公里的奔馳速度，但奔馳後卻氣喘如牛。
即使其果實的缺點與風險相當大，但仍受到重視，並由凱撒、多佛朗明哥、海道共同建立起產業鏈，凱薩和多佛朗明哥以此牟利，四皇海道則利用SMILE組織了一支由數百名成功食用者組成的軍團，即给赋者。有鑑於這種果實的副作用特別強烈，三人將獲取能力失敗者那種彷彿嘲笑食用者運氣不好的表情，用來當成他們經手的人造惡魔果實的名字（SMILE）。失敗品則被與海道有合作關係的和之國將軍黑炭大蛇作為控制他人的工具，用以剝奪貧困區域人民的表情。
龐克哈薩特篇中，SAD的製造與儲藏室在羅與威爾可的對決當中被羅摧毀；多雷斯羅薩篇中，製造SMILE的工廠被佛朗基和頓達塔一族全數破壞，最終多佛朗明哥家族全部被逮捕，SMILE的製造確定完全停止，海道也因此無法得到更多的人造動物能力者軍團。
| 能力者     | 能力（動物） | 備註（能力詳細說明）                                                                  | 原作出處 |
| ---------- | ------------ | ------------------------------------------------------------------------------------- | -------- |
| 席浦斯赫德 | 綿羊         | - 透過花紋的移動將能力移植到身體的任何部位。 - 還可將雙手變成巨大的山羊角來攻擊對手。 | 795      |
| 金菈彌     | 松鼠         | - 能力的唯一影響是，當她吃東西時，她的臉頰像松鼠一樣擴張。                            | 795      |
| 蝙蝠人     | 蝙蝠         | - 臀部長出翅膀擁有蝙蝠的飛行能力與超越常人6倍的聽覺。                                 | 914      |
| 瞪羚人     | 瞪羚         | - 變成羚羊腳，擁有時速200公里的奔馳速度。                                             | 914      |
| 老鼠人     | 老鼠         | - 耳朵擁有老鼠的象徵。                                                                | 915      |
| 赫戴姆     | 獅子         | - 腹部長出獅子的半身且擁有自我意識，擁有獅子的力量與速度。                            | 915      |
| 兔人       | 兔子         | - 肩膀長出兔子耳朵，鬍子變成兔子頭部，臀部擁有兔子的尾巴。                            | 916      |
| 蛇人       | 蛇           | - 腹部有一條蛇頭。                                                                    | 916      |
| 沙羅蛇     | 蛇           | - 脖子能夠恣意伸長且口吐蛇信。                                                        | 919      |
| 斯皮德     | 馬           | - 上身變成馬臉及馬耳，下半身變成馬的四肢，擁有馬的350度視角和奔跑速度。               | 917      |
| 多彭       | 河馬         | - 臉變成河馬，下身長出一隻完整的河馬，擁有河馬吞噬的力量。                            | 926      |
| 羊駝人     | 羊駝         | - 頭變成羊駝，會吐口水攻擊。                                                          | 934      |
| 道佛戈     | 蠍子         | - 擁有六條腿，頭髮變成蠍尾。                                                          | 935      |
| 巴巴努基   | 大象         | - 胸口長出一顆象頭，象鼻可以噴出空息彈。                                              | 935      |
| 索莉媞雅   | 猴子         | - 擁有六隻手及猴子尾巴。                                                              | 935      |
| 犰狳人     | 犰狳         | - 雙手及背後變成犰狳，能收縮身體成球狀攻擊。                                          | 939      |
| 包紡       | 鼯鼠         | - 長出鼯鼠尾巴及滑翔能力。                                                            | 979      |
| 布利斯哥拉 | 猩猩         | - 左手長出有自我意識的半身猩猩，力氣、破壞力更強。                                    | 993      |
| 米潔露卡   | 猩猩         | - 上半身長出半身有自我意識的猩猩，後背與雙手與其連在一起。                            | 997      |
| 哈姆雷特   | 長頸鹿       | - 長出除了頭以外的長頸鹿身軀，但因無法負荷重量而歪歪斜斜。                            | 994      |
| 佛特黎克斯 | 雞           | - 身體反方向長出一隻完整的雞。                                                        | 994      |
| 波卡       | 響尾蛇       | - 身體長出一條完整的蛇，左腳為蛇頭、右腳為蛇尾。                                      | 997      |
| 天井下     | 白蛇         | - 身體變成蛇身且口吐蛇信。                                                            | 997      |
| 濡女       | 西部豬鼻蛇   | - 身體變成蛇身且口吐蛇信。                                                            | 997      |
| 凱門鱷女士 | 鱷           | - 下肢變成的上半身。                                                                  | 1005     |
| 輪入道     | 巴哥狗       | - 身體完全變成狗身，保留巨大的頭。                                                    | 1005     |

## 衍生作品原創的果實

### 動畫版
| 中文名稱   | 日語原文         | 能力者          | 能力                                                       | 備註 （能力詳細說明） | 出處                       |
| ---------- | ---------------- | --------------- | ---------------------------------------------------------- | --- | -------------------------- |
| 悄悄話果實 |                  | 阿碧絲          | 成為可以聆聽動物心聲的「聆聽人」。                         | - 超人系。擁有可以聆聽動物心聲的能力。擁有這項能力也就等同於「能夠跟動物對話」，包括傳達自己的心音到動物心裡。 - 能力者無法主動讀取其心中所想，必須是該生物自願交流才能夠讀取其想法。 - 缺點是無法聽到人類以及部分物種的心聲，亦不能進行複雜的對話以及命令。 | 動畫53集                   |
| 鎌刀果實   |                  | 艾力克          | 成為可以產生如鐮鼬般的斬擊的「鎌刀人」。                   | - 超人系。能將手劃過的空氣高度壓縮而產生出斬擊。由於能力是將空氣變成風刃，因此對手無法看見風刃的顏色，只能夠勉強看見空氣的形變，進而推算出風刃攻擊的方向。 | 動畫54集                   |
| 熱熱果實   |                  | 頓‧阿奇諾       | 成為可以任意改變溫度的「體溫人」。                         | - 可以改變體溫，範圍從攝氏一度到一萬度皆可。就算跌進熔岩裡也絲毫無損，體溫似乎也隨心情而變化。 | 動畫334集                  |
| 網網果實   |                  | 拉魯克          | 吃下任何物質都能放出後化成網子的「網人」。                 | - 一般可以放出放出黏著網，吃鐵可放出鐵網，飲熱開水可吐出蒸氣網，吞下火焰可吐出火焰網。 | 動畫「小東海篇」（426集）  |
| 迷你果實   |                  | 莉莉·恩斯特馬克 | 成為可縮小自己的身體的「迷你人」。                         | - 超人系。發動能力時能夠將自己的體型縮小。擁有三段的變身能力，也可讓部分的肢體原本體型的大小。 | 動畫「Z的野心篇」（575集） |
| 名稱不明   | 「獸炮」阿帕奇諾 | 變成羊駝。      | - 一把經由高科技改造吃下惡魔果實的巴祖卡火箭砲。           | 動畫「Z的野心篇」 |                            |
| 寵物果實   |                  | 布利德          | 能用綠色套環套住人類或動物使其言語操控的「寵物人」。       | - 能力者產生綠色套環，能透過套在對方頸部，無論人類或動物皆可將之用言語操控。套環平常無法自行拆下，另有紅色的狂暴化狀態。 - 缺點是只要被操控者聽不到能力者的口頭命令就無法操控，能力者被打敗後套環就解除。 | 動畫626集                  |
| 熔融果實   |                  | 比爾            | 可熔化礦石的「熔鐵爐人」。                                 | - 能加工礦石製造出任何東西。 | 動畫「銀礦島篇」（746集）  |
| 滾滾果實   |                  | 阿貝隆          | 能將身體變成鐵路列車的「鐵路列車人」。                     | | 動畫「銀礦島篇」（746集）  |
| 倍增果實   |                  | 邦迪・瓦爾德    | 能使接觸到的物體大小、速度或力量等加倍成長的「倍增人」。   | - 能使接觸到的物體大小、速度或力量等加倍成長，最大可倍增到100倍。也可將能力作用在自己身上。 | TVSP「3D2Y篇」             |
| 立方果實   |                  | 蓋拉姆          | 使觸碰到的任何物體像立方一樣切割成正方型方塊的「立方人」。 | - 使觸碰到的任何物體像立方一樣切割成正方型方塊。能夠切割的物品材質沒有限制，甚至是空氣、生物、或是惡魔果實製造出的能力都可以自由切割使之變成方塊。能力者可自由控制方塊。若是壓縮空氣使其變成方塊，扔出空氣塊後會因為體積壓縮、釋放還原的關係而產生大爆炸。 - 將人類變成方塊後，被變成方塊的目標無法自行變回原樣，但會保有一定的行動能力，惡魔果實的能力也不會被封鎖，且只有立方果實的能力者可將其變回來。但若該目標擁有能將身體的體積改變的能力(例如四分五裂果實或是自然系)，能力便會解除使目標的身體變回原樣。 | TVSP「3D2Y篇」             |
| 鎖鏈果實   |                  | 馬德·托雷傑     | 可以自由的伸出鎖鏈的「鎖鏈人」。                           | | TVSP「黃金之心篇」         |
| 色彩果實   |                  | 賽可·P          | 可以噴漆使出變成任何顏色的迷彩效果的「偽裝人」。           | | TVSP「黃金之心篇」         |

### 劇場版
| 中文名稱        | 日語原文   | 能力者          | 能力                                                   | 備註 （能力詳細說明） | 出處                                    |
| --------------- | ---------- | --------------- | ------------------------------------------------------ | --- | --------------------------------------- |
| 音波果實        |            | 艾德拉哥        | 成為吼叫聲變成鐳射砲的「音波人」。                     | - 超人系。將自己的吼叫聲變成破壞力強大的鐳射砲。能力者的吼叫聲越大聲，鐳射砲的貫穿力以及射程就會越強。 - 缺點是無法連續發射，而且只能由口中發射鐳射砲，不能從其他身體部位來發射。 - 鐳射砲在動畫中為藍白色光束，光束的外面纏繞著青白色的雷電。 | 電影「黃金島大冒險」                    |
| 硬梆梆果實      |            | 大熊王          | 成為能讓身體硬化的「鋼鐵人」。                         | - 超人系。肉體變化成鋼鐵的能力者，其皮膚顏色並不會有明顯的變化。一般的物理攻擊對於硬化成鋼鐵的能力者並不會有太大的效果。 - 能讓身體硬化成鋼鐵的部份呈現高熱狀態，炎熱狀態的肢體可以輕易熔化地面使空氣變得悶熱。其攻擊對於冰雪自然系惡魔果實能力者來說特別有效。 | 電影「發條島的冒險」                    |
| 漿糊果實        | [ 註 113 ] | 紅心皇后        | 成為讓身體變成液態「漿糊人」。                         | - 超人系。漿糊為淺紫色液態模樣，能鑽入任何細縫，但怕被密封到容器裡。 - 電影版中能變成漿糊的部份只有身體而已，而小說版是連衣服都可以變成液態狀。 | 電影「發條島的冒險」                    |
| 黏黏糖果實      |            | 嘉斯帕德        | 成為半固體狀的「糖膠人」。                             | - 超人系。糖膠顏色為綠色，不怕任何的斬擊、子彈以及鈍器攻擊。 - 能將糖膠硬化成任何形狀的武器，也可以在對手接觸到自己身體時將對方黏住。 - 弱點是碰到粉末狀的物體時（例如麵粉）身體就會變成硬。 | 電影「死亡盡頭的冒險」                  |
| 菌菌果實        |            | 姆休魯          | 成為身體能發射蕈的「真菌人」。                         | - 超人系。能射出真菌攻擊、封鎖或毒殺目標。發射出的真菌有大小之分，大的被稱為「蕈」，即菇類。射出的菇類唯一的弱點就是怕火。 - 體內可積存有劇毒的真菌胞子，每隔十年就可以作爆彈般釋放出來，存得越久，其威力就越大。 | 電影「喬巴身世之謎」                    |
| 飛鳥果實 鷹型態 |            | 巴茲            | 變成鷹。                                               | - 動物系。人獸型則變成獅鷲。 | 電影「3D追逐草帽大冒險」                |
| 還原果實        |            | 艾茵            | 成為能使碰觸到的生物或是物質年齡倒退12年的「還原人」。 | - 超人系。能使碰觸到的生物或是物質年齡倒退12年，可透過碰觸到未滿12歲的生物或是物質便能消滅其存在。 - 使用能力時掌心上會浮現類似於鬼火的桃色火炎，火炎本身並沒有任何的熱量以及攻擊力。能夠直接將附帶著火炎的掌心碰觸目標，或是將火炎當作火焰彈扔出去。能力者可以同時在兩手掌心上使用能力，甚至能夠連續射出火炎。 - 但無法倒退自身年齡，一旦能力者被打倒或是昏倒，被倒退年齡的人或是物質就會恢復原狀。 | 電影「Z」                               |
| 茂盛果實        |            | 賓兹            | 能操控附近的植物以及加快植物成長的「茂盛人」。         | - 超人系。能力發動時需舞動身體，舞動的頻率以及搖擺的振幅皆會影響能力的運作。 - 植物本身亦非常堅韌，可以擋住普通的子彈以及火箭炮的攻擊，因此也適合用來防守。雖然此能力所創造出的植物不怕爆炸，但是若是遇到斬擊或是超高溫的火炎還是會讓植物損毀因而無法防禦。 | 電影「Z」                               |
| 黃金果實        |            | 基爾德·泰佐羅   | 可以操控黃金的「黃金人」。                             | - 超人系。能力者可以操控黃金。可以通過滲入體內的金粉或者是接觸到的黃金將物體同化為黃金，也可以製造出金液困住對手。 - 被其操控的黃金堅不可摧，得通過浸泡海水來摧毀，其金粉也能通過浸泡海水排出體外。 | 電影「GOLD」                            |
| 幸運果實        |            | 芭卡拉          | 能吸收他人運勢的「幸運人」。                           | - 超人系。能力者碰觸到人的身體時其運勢會發生改變，能夠通過雙手觸摸他人後，吸收敵人的幸運使其倒霉，並將其幸運吸收轉化為自身所有。 - 運氣吸收必須透過肌膚接觸，手套等衣物可以隔絕幸運果實的能力。運氣消耗完之前可以說是心想事成，能夠通過種種巧合達成其目的。 | 電影「GOLD」                            |
| 穿越果實        |            | 田中先生        | 可以自由穿越無機物的「穿越人」。                       | - 超人系。可以自由穿越無機物。 | 電影「GOLD」                            |
| 幻影果實        |            | 「歌姬」安      | 碰觸到的東西以幻影形式再現的「幻影人」。               | - 能力者可以透過接觸而產生幻影，但幻影的存在時間很短暫。 | 真人舞台秀3「PHANTOM」 電影「STAMPEDE」 |
| 合體果實        |            | 道格拉斯·巴雷特 | 成為可以使鐵器改造重組的「合體人」。                   | - 可以使鐵、武器等所有的東西合體、變形的能力。 | 電影「STAMPEDE」                        |
| 歌歌果實        |            | 美音            | 成為能夠將人以歌聲拖入夢境的「歌唱人」                 | | 電影「RED」                             |

### 遊戲版
| 中文名稱            | 日語原文 | 能力者              | 能力                                         | 備註 （能力詳細說明）                                                                                          | 出處                         |
| ------------------- | -------- | ------------------- | -------------------------------------------- | --- | ---------------------------- |
| 紙紙果實            |          | サイモン            | 身體能變成一片片的白色「紙張人」。           | - 超人系。弱點是被塗上顏料的話就會無法發動能力。                                                               | 遊戲「ナナツ島の大秘宝」     |
| 催眠果實            |          | ノコ                | 說出來的話及聲音會使聽眾睡著的「催眠人」。   | - 超人系。說出來的話及聲音會使聽眾睡著。可使睡著的人顯示自己的夢想。                                           | 遊戲「オーシャンズドリーム」 |
| 迷你果實            |          | ブリュー            | 成為可縮小自己的身體並維持永久的「迷你人」。 | - 超人系。可縮小自己的身體並維持永久。                                                                         | 電玩「ランドランド」         |
| 犬犬果實 化狸形態   |          | 啪咚                | 變成化狸。                                   | - 能將書寫在葉片上的圖案化為真實物品。                                                                         | 3DS遊戲「無限世界：赤紅」    |
| 蝙蝠果實 吸血鬼形態 |          | 帕特里克·雷德菲爾德 | 變成吸血蝙蝠。                               | - 可透過吸食血液加速對手老化，使自己再次年輕永生不死。也可將自己搶來的壽命還給對方，對方則會回覆成原來的模樣。 | 3DS遊戲「無限世界：赤紅」    |

### 舞台劇版
| 中文名稱     | 日語原文 | 能力者        | 能力                                                     | 備註 （能力詳細說明）                                      | 出處                                |
| ------------ | -------- | ------------- | -------------------------------------------------------- | ---------------------------------------------------------- | ----------------------------------- |
| 複製果實     |          | 加美尼奧      | 成為能複製對手的外表以及能力的「複製人」。               | - 超人系。需要接受對手的攻擊才能複製，打噴嚏就會恢復原狀。 | USJ舞台劇2012                       |
| 沸騰果實     |          | 拉博爾·布吉尼 | 可讓水和心情沸騰的「沸騰人」。                           | - 可讓水沸騰也可讓人心情沸騰。                             | USJ舞台劇2013                       |
| 雷鳴果實     |          |               | 成為身體能夠隨意放電的「電漿人」。                       |                                                            | USJ舞台劇2014                       |
| 偽造果實     |          |               | 能夠製造出偽造人類的「偽造人」。                         |                                                            | USJ舞台劇2014                       |
| 硝化甘油果實 |          |               | 能透過觸摸東西或受熱、撞擊而爆炸使其爆炸「硝化甘油人」。 | - 爆炸的威力極強。                                         | USJ舞台劇2015                       |
| 媚媚果實     |          |               | 暴露在光線中可指定對方愛上自己「媚藥人」。               | - 可以將對方加以控制。                                     | USJ舞台劇2015                       |
| 熱波果實     |          |               | 能放出和操縱高溫形成的「熱波人」。                       |                                                            | USJ舞台劇2016                       |
| 重現果實     |          |               | 可以重現人類和物品的「重現人」。                         |                                                            | USJ舞台劇2016                       |
| 發射果實     |          |               | 可以發射槍砲的「發射人」。                               | - 能力者身體可以發射槍砲，可以體內創造手槍和大砲發射出去。 | USJ舞台劇2017                       |
| 贅肉果實     |          |               | 可以把身上多餘的贅肉轉移給對方的「贅肉人」。             |                                                            | USJ舞台劇2017                       |
| 液金果實     |          |               | 身體變成金屬的「液態金屬人」。                           | - 可以把身體變成金屬，能用液態金屬製造另一個分身。         | 3D舞台劇THE METAL「追憶的馬林福特」 |
| 炸藥果實     |          | バルザック    | 成為可以把自己觸摸的東西變成爆炸物的「炸藥人」。         |                                                            | USJ舞台劇2019                       |
| 重製果實     |          | カルディア    | 成為能夠複製已死之人的外觀的「重製人」。                 |                                                            | USJ舞台劇2021                       |

### 其他
| 中文名稱        | 日語原文 | 能力者                           | 能力                                   | 備註 （能力詳細說明） | 出處                                                      |
| --------------- | -------- | -------------------------------- | -------------------------------------- | --- | --------------------------------------------------------- |
| 溶解果實        |          | 亞瑟·巴克 (アルトゥール・バッカ) | 成為可以將自己溶解成液體的「溶解人」。 | - 能力者還可以透過從眼睛發射光波來溶解人的心臟，將其置於自己的控制之下。受害者將在24小時後死亡，除非能力者本人事先失去意識。 | 小說「ONE PIECE novel LAW」                               |
| 鳥鳥果實 鵺形態 |          | 虎次                             | 變成鵺。                               | - 可以乘著黑色的雲在天空中飛翔。                                                                                             | 紀念特展 ONE PIECE ART NUE 大覺寺「魔獸與公主與誓言之花」 |

## 迴響
惡魔果實是該作品中一個很特殊的物品，與魔法不同之處在於魔法是無形的力量，而惡魔果實則是具體的發生在人物身上的能力。惡魔果實在作品中的定位與童話故事或奇幻小說的魔法差不多，皆能產生超現實的效果，甚至能夠幫助角色達成目標。
動畫《烏龍派出所》也有出現過惡魔果實，主角兩津勘吉在釣魚時海上飄來一顆哈密瓜，吃下肚後隔天就變成橡膠人。
2013年11月，日本7-Eleven推出了惡魔果實造型的麵包。

## 備註
1. ↑  在《ONE PIECE》單行本13集SBS中，作者曾說過；「考慮到女性能力者，如果衣服不跟著一起變化的話，會引起衣不蔽體之嫌。」
2. ↑  作者表示詳情會由之後本篇登場的某位博士再作說明。
3. ↑  香吉士和「黑鬍子」馬歇爾·D·汀奇都曾經讀過這本圖鑑。
4. ↑  ONE PIECE 機關城的機械巨兵中羅賓曾因為碰觸到浸泡過海水中的廢棄物而全身乏力。
5. ↑  少部分能力者使用能力時，會使用武器/工具來做搭配，例如輕飄飄果實會使用雨傘來移動漂浮。
6. ↑  唯一的例外是特殊超人系糯糯果實，其能力可以修補缺損的部位以及搭配強大的見聞色霸氣躲避攻擊，使其類似自然系的元素化。
7. ↑  又翻譯為滑滑果實。
8. ↑  又翻譯為爆炸果實。
9. ↑  又翻譯為輕重果實、公斤果實。
10. ↑  又翻譯為蠟蠟果實。
11. ↑  又翻譯為狼吞虎嚥果實。
12. ↑  又翻譯為監獄果實。
13. ↑  又翻譯為緩慢之果、遲鈍果實。
14. ↑  又翻譯為開門之果。
15. ↑  又翻譯為泡沫之果。
16. ↑  東立出版社翻譯為「散落果實」；台視翻譯為「溜溜球果實」；浙江人民美術出版社翻譯為「脫落之果」；漢化組翻譯「豆豆果實」。
17. ↑  東立出版社翻譯為「腐蝕果實」；台視翻譯為「生鏽果實」；浙江人民美術出版社翻譯為「生鏽之果」；漢化組翻譯「鏽鏽果實」。
18. ↑  浙江人民美術出版社翻譯為「復活之果」。
19. ↑  浙江人民美術出版社翻譯為「幽靈之果」。
20. ↑  果實能力於漫畫499話登場，名稱公布於107集單行本SBS。
21. ↑  果實能力於漫畫504話登場，名稱公布於99集單行本SBS。
22. ↑  東立出版社翻譯為「堅城果實」；浙江人民美術出版社翻譯為「城城之果」；漢化組翻譯「城堡果實」。
23. ↑  果實能力於漫畫509話登場，名稱公布於VIVRE CARD～ONE PIECE圖鑑～。
24. ↑  浙江人民美術出版社翻譯為「頹靡之果」；漢化組翻譯「甜甜果實」、「魅魅果實」、「戀戀果實」。
25. ↑  比方說漢考克無法石化對美色完全不感興趣的魯夫。
26. ↑  又翻譯為「劇毒之果」。
27. ↑  又翻譯為「剪刀果實」。
28. ↑  又翻譯為「振動之果、震震果實」。
29. ↑  例如庫山跟克洛克達爾。
30. ↑  果實能力於漫畫553話登場，名稱公布於VIVRE CARD～ONE PIECE圖鑑～。
31. ↑  《ONE PIECE》單行本98卷SBS詢問專欄公布。
32. ↑  《ONE PIECE》單行本58卷SBS詢問專欄公布。
33. ↑  又翻譯為「浮游之果」。
34. ↑  浙江人民美術出版社翻譯為「靶靶之果」。
35. ↑  東立出版社翻譯為「服裝果實」；漢化組翻譯「服服果實」。
36. ↑  果實能力於漫畫663話登場，名稱公布於VIVRE CARD～ONE PIECE圖鑑～。
37. ↑  浙江人民美術出版社翻譯為「轉轉之果」。
38. ↑  又翻譯為「重重果實」。
39. ↑  果實能力於漫畫701話登場，名稱公布於VIVRE CARD～ONE PIECE圖鑑～。
40. ↑  東立出版社翻譯為「護罩果實」；浙江人民美術出版社翻譯為「護盾之果」；漢化組翻譯「屏障果實」。
41. ↑  果實名稱於『ONE PIECE MAGAZINE』vol.1中公布。
42. ↑  東立出版社翻譯為「凝視果實」；浙江人民美術出版社翻譯為「瞪眼之果」；漢化組翻譯「瞪瞪果實」。
43. ↑  東立出版社翻譯為「外衣果實」；浙江人民美術出版社翻譯為「夾克之果」。
44. ↑  東立出版社翻譯為「爆裂果實」；浙江人民美術出版社翻譯為「爆裂之果」；漢化組翻譯「爆爆果實」。
45. ↑  東立出版社翻譯為「黏稠果實」；浙江人民美術出版社翻譯為「黏糊之果」；漢化組翻譯「黏黏果實」。
46. ↑  東立出版社翻譯為「遊樂果實」；浙江人民美術出版社翻譯為「童趣之果」；漢化組翻譯「童樂果實」。
47. ↑  東立出版社翻譯為「游泳果實」；浙江人民美術出版社翻譯為「水水之果」；漢化組翻譯「游游果實」。
48. ↑  東立出版社翻譯為「重噸果實」；漢化組翻譯「噸壓果實」。
49. ↑  《ONE PIECE》單行本第79卷SBS詢問專欄。
50. ↑  東立出版社翻譯為「岩石果實」；浙江人民美術出版社翻譯為「岩石之果」；漢化組翻譯「石石果實」。
51. ↑  東立出版社翻譯為「毛筆果實」；漢化組翻譯「筆筆果實」。
52. ↑  果實能力於漫畫754話登場，名稱公布於VIVRE CARD～ONE PIECE圖鑑～。
53. ↑  東立出版社翻譯為「寧靜果實」；浙江人民美術出版社翻譯為「寧靜之果」；漢化組翻譯「寂靜果實」。
54. ↑  東立出版社初譯為「親吻果實」（單行本），後改譯「治癒果實」（VIVRE CARD）；浙江人民美術出版社翻譯為「治癒之果」。
55. ↑  東立出版社翻譯為「卷軸果實」；漢化組翻譯「捲捲果實」。
56. ↑  果實能力於漫畫817話登場，名稱公布於VIVRE CARD～ONE PIECE圖鑑～。
57. ↑  漢化組翻譯「魂魂果實」。
58. ↑  東立出版社翻譯為「鏡面果實」；浙江人民美術出版社翻譯為「鏡鏡之果」；漢化組翻譯「鏡子果實」。
59. ↑  東立出版社翻譯為「餅乾果實」；浙江人民美術出版社翻譯為「餅餅果實」。
60. ↑  日文為バター，台灣稱奶油，中國大陸稱黃油，香港稱牛油。
61. ↑  果實能力於漫畫845話登場，名稱到第91卷SBS公布。
62. ↑  東立出版社翻譯為「書本果實」；浙江人民美術出版社翻譯為「書書果實」。
63. ↑  在《ONE PIECE》845話中出現，果實名稱於單行本第90集SBS專欄讀者詢問公布。
64. ↑  在《ONE PIECE》845話中出現，果實名稱於單行本第90集SBS專欄讀者詢問公布。
65. ↑  東立出版社翻譯為「擰擠果實」；漢化組翻譯「榨榨果實」。
66. ↑  在《ONE PIECE》846話中出現，果實名稱於單行本第89集SBS專欄讀者詢問公布。
67. ↑  東立出版社翻譯為「筆記果實」；漢化組翻譯「記憶果實」。
68. ↑  東立出版社翻譯為「黏滯果實」；浙江人民美術出版社翻譯為「糯糯之果」；漢化組翻譯「糯糯果實」「年糕果實」「麻糬果實」。
69. ↑  東立出版社翻譯為「熱氣果實」；浙江人民美術出版社翻譯為「亮亮之果」；漢化組翻譯「蒸騰果實」。
70. ↑  東立出版社翻譯為「熱量果實」；浙江人民美術出版社翻譯為「熱熱之果」；漢化組翻譯「熱熱果實」。
71. ↑  東立出版社翻譯為「食食果實」；浙江人民美術出版社翻譯為「食食之果」；漢化組翻譯「吃吃果實」。
72. ↑  東立出版社翻譯為「混雜果實」；漢化組翻譯「亂亂果實」「混合果實」。
73. ↑  能力首次出現於第900話，名稱能力公布在官方資料ONE PIECE magazine vol5。
74. ↑  東立出版社翻譯為「推擠果實」；漢化組翻譯「推推果實」。
75. ↑  果實能力於漫畫538話提及、漫畫904話正式登場，名稱到第91卷SBS才公開。
76. ↑  官方網站列為超人系，儘管果實能力像自然系一樣可以將能力者身軀變成煤灰[37]。
77. ↑  東立出版社翻譯為「糯米丸果實」；漢化組翻譯「糰子果實」。
78. ↑  果實能力於漫畫911話登場，名稱公布於VIVRE CARD～ONE PIECE圖鑑～。
79. ↑  東立出版社翻譯為「時空果實」；浙江人民美術出版社翻譯為「時光之果」；漢化組翻譯「時間果實」。
80. ↑  東立出版社翻譯為「成熟果實」；漢化組翻譯「熟熟果實」。
81. ↑  果實能力於漫畫924話登場，名稱公布於VIVRE CARD～ONE PIECE圖鑑～。
82. ↑  東立出版社翻譯為「病菌果實」；漢化組翻譯「病病果實」。
83. ↑  東立出版社翻譯為「空間移動果實」；漢化組翻譯「瞬移果實」。
84. ↑  東立出版社翻譯為「怪力果實」；漢化組翻譯「力力果實」。
85. ↑  在中文漢化翻譯上與（薩拉的能力）重名，薩拉的能力為「棘」，指能變成尖銳、刺穿的突出物體，索瑪茲的能力為「荆」，指能變成植物玫瑰上的荆棘。
86. ↑  所謂的型態/模式是為方便分類而使用，實際上只要「形態」不同，就是兩個有不同變身的能力的果實。
87. ↑  東立出版社翻譯為「飛鳥果實」。
88. ↑  東立出版社翻譯為「潛入果實」。
89. 1 2 3 4  此處人指的是正常人吃的情況下。但該物品變成動物後具有思考能力，且作品中並未顯示其有「人型」。
90. ↑  東立出版社曾翻譯為「狗狗果實」。
91. ↑  根據資料集《ONE PIECE YELLOW》長頸鹿形態是被分類屬牛牛果實。而現實生活中，相較於牛科，長頸鹿是自成一科，與鹿和牛是同屬於偶蹄目反芻亞目的親緣關係。
92. ↑  東立出版社翻譯為「烏龜果實」。
93. ↑  東立出版社翻譯為「流動果實」。
94. ↑  東立出版社翻譯為「雞蛋果實」。
95. ↑  狸猫译自日語：。日語：指的是犬科动物貉。
96. ↑  無齒翼龍歸屬是爬行動物，但不是恐龍的一種。
97. ↑  果實能力於漫畫553話登場，名稱公布於VIVRE CARD～ONE PIECE圖鑑～。
98. ↑  此處人指的是正常人吃的情況下。該動物只有變成「獸型」，並未變成「人型」。
99. ↑  果實能力於漫畫953話登場，名稱公布於VIVRE CARD～ONE PIECE圖鑑～。
100. ↑  又翻譯為「煙霧果實」。
101. ↑  又翻譯為「砂砂果實」、「沙沙果實」。
102. ↑  又翻譯為「燒燒果實」。
103. ↑  在艾斯死後，重生的火焰果實落入唐吉訶德·多佛朗明哥的手裡，後來被薩波食用。
104. ↑  又翻譯為「響雷果實」。
105. ↑  又翻譯為「冰凍果實」。
106. ↑  在薩奇得到暗暗果實之後，被馬歇爾·D·汀奇殺害，後來被汀奇食用。
107. ↑  又翻譯為「閃閃果實」。
108. ↑  《ONE PIECE》單行本第62卷SBS詢問專欄公布。
109. ↑  又翻譯為「沼沼果實」。
110. ↑  又翻譯為「瓦斯果實」。
111. ↑  又翻譯為「雪雪果實」。
112. ↑  也被翻譯成「沸騰果實」和「煮煮果實」。
113. ↑  有部分觀點認為是自然系能力，但漿糊並非自然物質，歸屬超人系比較正確。
114. ↑  有部分觀點認為是自然系能力，但黏糖並非自然物質，歸屬超人系比較正確。